# Pszczyna
Pszczyna (niem. Pless, również Pleß; cz. Pština) – miasto w południowej Polsce, w województwie śląskim, siedziba władz powiatu pszczyńskiego i gminy miejsko-wiejskiej Pszczyna. Często nazywane Perłą Górnego Śląska.
Według danych GUS z 30 czerwca 2023 r., miasto było zamieszkiwane przez 25 177 osób.
Pszczyna uzyskała lokację miejską w 1303 r. lub w latach 1246–1281.
Pierwszym znanym z imienia i nazwiska burmistrzem Pszczyny był Marcin Zatorski. Sprawował on urząd w latach 1466–1469. Dokumenty z informacjami o wcześniejszych włodarzach miasta się nie zachowały.

## Położenie
Miasto leży w Kotlinie Oświęcimskiej.
Według danych z 1 stycznia 2011 r. powierzchnia miasta wynosiła 22,49 km².
Większa część miasta leży w południowej części Równiny Pszczyńskiej, nad rzeką Pszczynką (lewy dopływ Wisły). Południowa część Pszczyny leży już w Dolinie Górnej Wisły.
Pod względem historycznym Pszczyna początkowo należała do Małopolski, w ramach której położona była w ziemi krakowskiej, zaś od czasu podarowania jej przez Kazimierza II Sprawiedliwego w 1178 księciu opolsko-raciborskiemu Mieszkowi II Plątonogiemu leży na Górnym Śląsku.
Miasto było stolicą księstwa pszczyńskiego. W latach 1975–1998 miasto administracyjnie należało do woj. katowickiego.

## Środowisko naturalne

### Rzeźba terenu
Obszar Wysoczyzny Pszczyńskiej jest piaszczystą równiną sandrową, której powierzchnia jest nachylona w kierunku wschodnim. Teren ten jest lekko pofalowany, wysokości względne jednak są niewielkie. Miasto jest położone na wysokości ok. 240–290 m n.p.m. Najwyżej położone miejsce w Pszczynie (ok. 293 m n.p.m.) znajduje się w północno-zachodniej części miejscowości, niedaleko przebiegu Północnej obwodnicy Pszczyny, a najniższe punkty na terenie miasta (ok. 240 m n.p.m.) leżą we wschodnich częściach dolin Pszczynki i Dokawy.

### Stosunki hydrograficzne
Na omawianym terenie znajduje się Główny Zbiornik Wód Podziemnych Pszczyna. Jest to czwartorzędowy zbiornik porowy, znajdujący się w piaskach i żwirach polodowcowych i w zwietrzelinach. Zasilany jest przez opady atmosferyczne, a jego wody nie nadają się do spożycia.

### Klimat
Powiat pszczyński, jak i całe województwo śląskie, znajduje się w strefie klimatu umiarkowanego przejściowego, co znaczy, że ścierają się nad jego obszarem masy powietrza pochodzenia kontynentalnego i oceanicznego. Najczęściej spotyka się tu masy znad Atlantyku, które są przyczyną małych różnic temperatur w ciągu roku i rzadkiego występowania długich i mroźnych zim (R. Dulias, A. Hibszer, 2004). Ważnym elementem w kształtowaniu klimatu ziemi pszczyńskiej jest bliskość obniżenia pomiędzy Sudetami i Karpatami, jakim jest Brama Morawska. Umożliwia ona napływ gorącego powietrza zwrotnikowego z południa. Stosunkowo mały jest udział powietrza arktycznego.
Średnia roczna temperatura powietrza na ziemi pszczyńskiej wynosi 7–8°C. Najcieplejszym miesiącem jest lipiec (15°C), a najzimniejszym – styczeń (–1°C).
Sugerując się podziałem, jakiego dokonał R. Gumiński (1948), powiat pszczyński znajduje się na obszarze aż trzech dzielnic klimatycznych: część zachodnia w podsudeckiej, wschodnia w tarnowskiej, a północna w częstochowsko-kieleckiej. Najkorzystniejsze dla rolnictwa warunki panują w dzielnicy tarnowskiej: okres wegetacyjny trwa tu ponad 220 dni, a opady wynoszą 700–750 mm rocznie. Nieznacznie mniejsze wartości ma dzielnica częstochowsko-kielecka. Dzielnica podsudecka charakteryzuje się większym zróżnicowaniem w wielkości opadów: wynoszą one 600–800 mm rocznie. Maksimum opadów przypada na lipiec, a minimum na luty lub marzec.
Śnieg zalega na obszarze powiatu od 50 do 70 dni, a grubość pokrywy śnieżnej rzadko przekracza 15 cm. Opady śniegu zwykle rozpoczynają się w połowie listopada. Latem dosyć częste są opady gradu.
Podobnie jak w całym kraju, w okolicach Pszczyny występuje przewaga wiatrów zachodnich, wiejących ze średnią prędkością 2–3 m/s. Charakterystyczna dla tego obszaru jest stosunkowo duża częstość cisz. Zjawisko to jest spowodowane częściowym osłonięciem terenu przez Sudety i Karpaty. Bliskość Pogórza Cieszyńskiego oraz Beskidu Śląskiego sprawiają, że dosyć często docierają tu ciepłe wiatry fenowe z południa.
Ważną rolę w kształtowaniu lokalnego mikroklimatu mają położone w bezpośrednim sąsiedztwie miasta zbiorniki wodne: największy powierzchniowo zbiornik wodny w Polsce południowej – Zbiornik Goczałkowicki oraz Zbiornik Łąka. Tak duża powierzchnia wody (łącznie ok. 35,5 km²) wpływa na okoliczne obszary ocieplająco zimą, a ochładzająco wiosną. Obecność zbiorników wpływa łagodząco na lokalny klimat. Ze strony internetowej urzędu gminy Goczałkowice-Zdrój można się dowiedzieć, że w gminie komfort klimatyczny występuje przez 47% dni w roku.

## Nazwa miasta

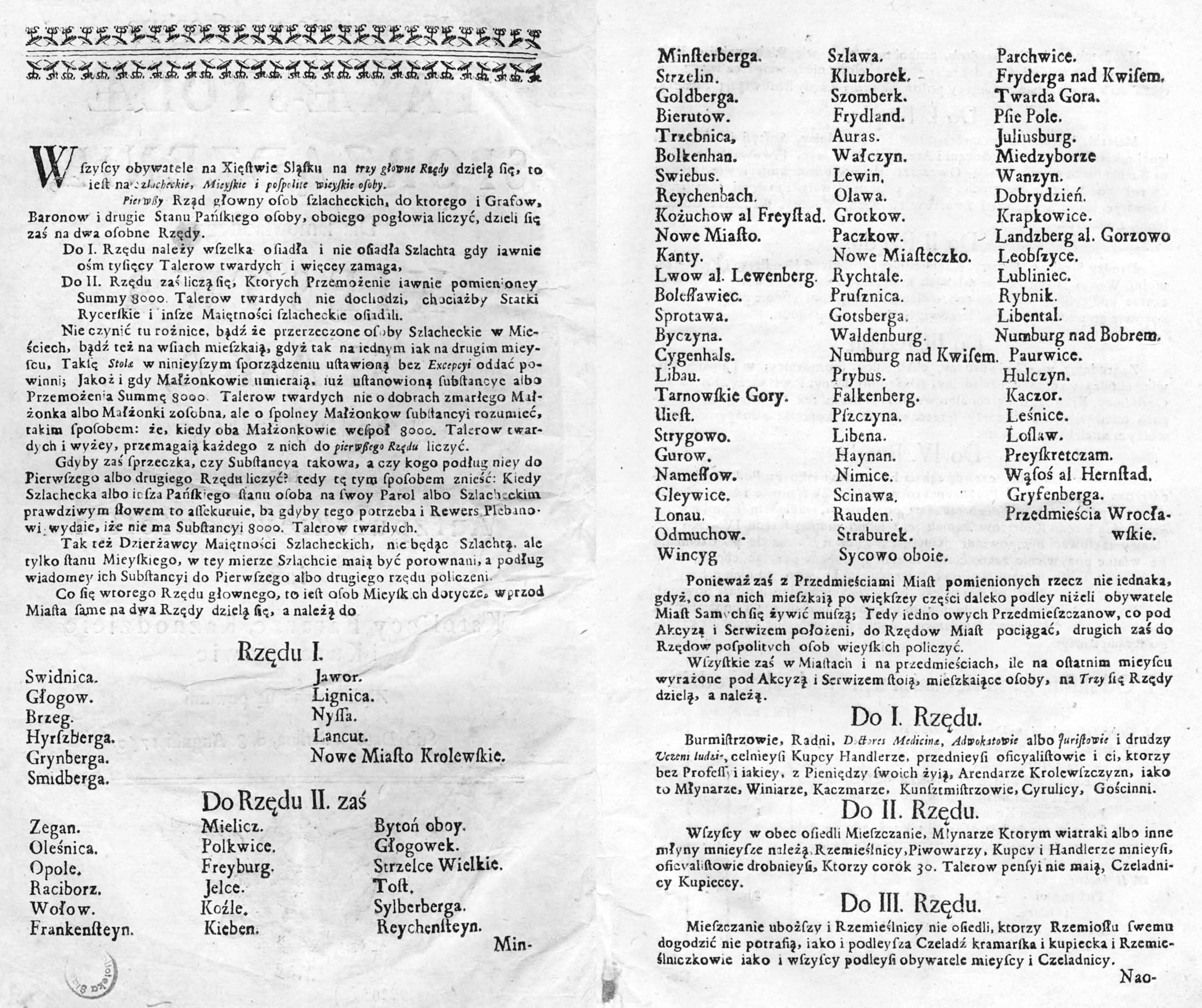
Nazwa miasta Pszczyna wśród innych nazw śląskich miejscowości w urzędowym pruskim dokumencie z 1750 r. wydanym w języku polskim w Berlinie

Nazwa miasta – po polsku Pszczyna, po niemiecku Pless – doczekała się kilku teorii na temat swego pochodzenia. Niemiecka nazwa Pless wskazuje na dawniejsze polskie Plszczyna.
Zaś łacińska nazwa Plesna odnotuje się w 1327 r.
Ezechiel Zivier wysunął hipotezę, że kiedyś właścicielem ziem był niejaki Pleszko (lub Leszko, mógł nim być Leszek, książę raciborski). W XIX w. Henryk Schaeffer twierdził, że nazwa Pszczyna to pochodzenia łacińskiego określenia plescitum, oznaczającego ogrodzony dla celów łowieckich rewir leśny.
Aleksander Brückner wywodził z kolei nazwę Pszczyna (dawna forma: Plszczyna) od staropolskiego wyrazu pło, pleso, czyli jezioro – zatem nazwa Plszczyna i niemieckie upodobnienie Pless oznaczałyby miejsce nad jeziorem.
Ludwik Musioł uważał, że dla wyjaśnienia pochodzenia i znaczenia nazwy miasta jedynie miarodajne są najstarsze jej postacie polskie, w których tkwi pień plsk-. Pień ten powtarzał się w dawnej nazwie słowa pluskać i w szeregu bardzo starych określeń wód i bagien. Tak więc często występująca od XV w. nazwa Plszczyna (w 1303 r. – Plisschyn) oznaczała według niego teren obfity w wody.
Henryk Borek początkowo skłaniał się ku jednoznacznemu pochodzeniu nazwy miasta od słowa Blszczyna (od ‘blesk’ – błysk, błyszczeć). Jednak ostatecznie uznał, że nazwa miasta pochodzi od nazwy rzecznej Pszczynki, której pierwotne brzmienie jest jednak sporne: albo Blszczyna (od 'bleszcz-' – błyszczeć, tj. woda błyszcząca) albo Plszczyna (od 'plszcz-' – pluskać, tj. woda pluskająca).
Nazwę miejscowości w zlatynizowanych staropolskich formach Plsczina oraz Pczyna wymienia w latach 1470–1480 Jan Długosz w księdze Liber beneficiorum dioecesis Cracoviensis.
W roku 1613 śląski regionalista i historyk Mikołaj Henel z Prudnika wymienił miejscowość w swoim dziele o geografii Śląska pt. Silesiographia podając jej łacińską nazwę: Plessa. Szwajcarski kartograf i geograf Matthäus Merian w swoim dziele „Topographia” wydanym w roku 1650 podaje dwie zgermanizowane formy nazwy miejscowości: „Ples”, „Pleß” oraz polską „Psczina”. Polska nazwa Pszczyna pojawia się również wśród innych nazw śląskich miejscowości w urzędowym pruskim dokumencie z 1750 r. wydanym w języku polskim w Berlinie
XIX-wieczne niemieckojęzyczne źródła wielokrotnie wymieniają polską nazwę miasta zaraz obok niemieckiej. Opis Prus z 1819 r. notuje dwie nazwy „Plesse (Pszczyna)”. W alfabetycznym spisie miejscowości z terenu Śląska wydanym w 1830 roku we Wrocławiu przez Johanna Knie miejscowość występuje pod obecnie używaną polską nazwą Pszczyna oraz niemiecką Pleß we fragmencie „Pszczyna, polnische Benennung der Kreistadt Pless”. Tak samo odnotowuje nazwy statystyczny opis Prus z 1837 r.: „Pleß (poln. Pszczyna)”. Nazwę Pszczyna w książce „Krótki rys jeografii Szląska dla nauki początkowej” wydanej w Głogówku w 1847 r. wymienił również śląski pisarz Józef Lompa.

## Historia

### Początki grodu
Miasto w średniowieczu było lokalnym ośrodkiem administracyjnym oraz siedzibą kasztelanii. Pszczyna po raz pierwszy wzmiankowana została w 1303 r., kiedy to wspomniano o komesie Welisławie, kasztelanie pszczyńskim, a więc już wcześniej musiał funkcjonować tu gród, który pilnował szlaku handlowego z Krakowa w kierunku Bramy Morawskiej. Umocniony gródek – przyszły zamek pszczyński – stanął obok dogodnego brodu na Pszczynce, jedynego miejsca, gdzie użytkownicy szlaku mogli bezpiecznie przekroczyć bardzo podmokłą i bagnistą dolinę tej rzeki. W jego pobliżu już około 1200 r. miał istnieć kościół, wokół którego wyrosła osada, późniejsza Stara Wieś. Miasto lokowano prawdopodobnie w okresie od 1246 r. do 1281 r. – za czasów rządów Władysława opolsko-raciborskiego.

### Wieki średnie
Przez wieki Pszczyna i jej okolice przechodziły zmienne koleje losu pod rządami poszczególnych władców. We wczesnym średniowieczu tereny wokół Pszczyny należały nie do Śląska, lecz do Małopolski, stanowiąc część kasztelanii oświęcimskiej, podległej seniorowi krakowskiemu. Dopiero w 1178 r. książę Kazimierz Sprawiedliwy wydzielił je z podległych mu ziem i podarował je księciu raciborskiemu, Mieszkowi Plątonogiemu.
Od tej pory późniejsza ziemia pszczyńska już na trwałe związana została ze Śląskiem, choć do początków XIX w. pozostawała w zależności kościelnej od Krakowa (patrz: dekanat Pszczyna). Po Mieszku Plątonogim tą częścią Śląska władali kolejni piastowscy książęta opolscy i raciborscy: Kazimierz, Mieszko II i jego brat Władysław, następnie dwóch bratanków Mieszka II – najpierw Mieszko, potem Przemysław. Ostatnim z rodu, a zarazem ostatnim niezależnym piastowskim księciem raciborskim i panem ziemi pszczyńskiej był Leszek. Podobnie jak wielu innych piastowskich książąt na Śląsku, musiał on w 1327 r. uznać zwierzchność króla czeskiego, Jana Luksemburskiego, stając się jego lennikiem. Po bezpotomnej śmierci Leszka w 1336 r. jego ziemię przejął szwagier Mikołaj II, książę opawski z czeskiej dynastii Przemyślidów.
Miejscowa parafia katolicka po raz pierwszy wzmiankowana w spisie świętopietrza parafii dekanatu Oświęcim diecezji krakowskiej z 1326 pod nazwą Plessina.
Potem Pszczyną i Raciborzem rządzili jego potomkowie – syn Jan I i wnuk Jan II, zwany Żelaznym. Ten ostatni w 1407 r. wyodrębnił ze swych włości Pszczynę wraz z okolicznymi ziemiami jako dożywotnią własność swej żony, Heleny Korybutówny, bratanicy króla Władysława Jagiełły. I dopiero od tego czasu możemy rzeczywiście mówić o ziemi pszczyńskiej – jej granice, choć później nieco zmieniane, przetrwały setki lat, aż do XX w., kiedy zostały znacznie ograniczone. Dzisiejszy powiat pszczyński zajmuje zaledwie część dawnego obszaru ziemi pszczyńskiej (ale jeszcze w 1933 r. powierzchnia powiatu wynosiła 1069,2 km²).

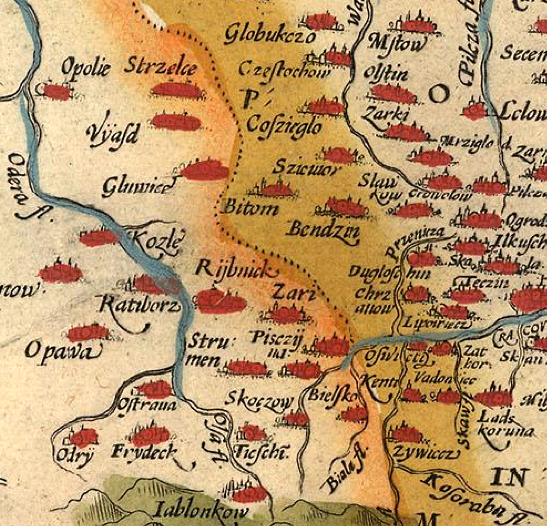
Pszczyna na pograniczu polsko-czeskim jako Pisczijna na mapie Wacława Grodzieckiego z 1592 r.

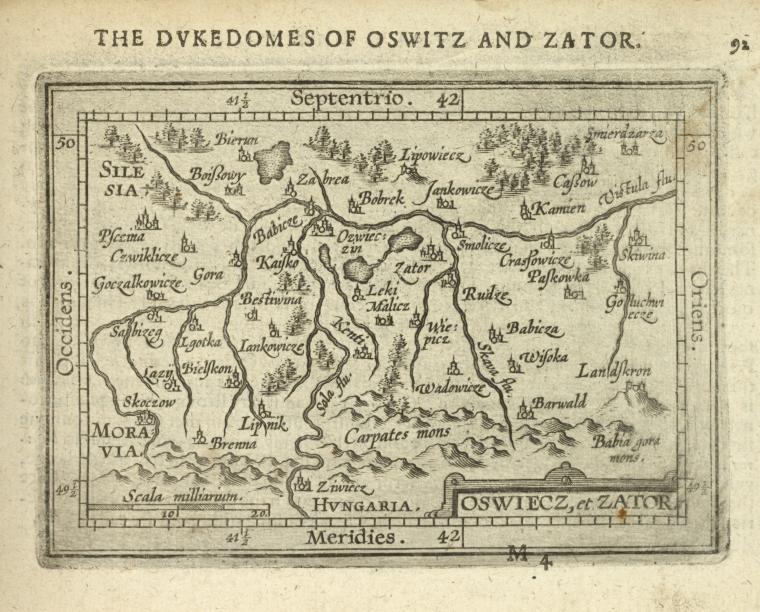
Pszczyna na mapie księstwa oświęcimskiego i zatorskiego – mapa Abrahama Orteliusa z 1603 r.

Gdy w 1424 r. Jan II zmarł, Helena stała się suwerenną władczynią na zapisanych jej ziemiach aż do swej śmierci w 1449 r. Lata jej panowania naznaczył najazd husytów, którzy w 1433 r. spustoszyli okolicę i oblegli zamek pszczyński, ale nie zdołali go zdobyć. Po Helenie właścicielem Pszczyny został jej syn Mikołaj a później wdowa po nim – Barbara Rokemberg, córka bogatego kupca krakowskiego. Została ona jednak wygnana z miasta przez swego pasierba, księcia Jana Karniowskiego, który władał następnie Pszczyną w latach 1462–1465. Tegoż z kolei w nieznanych okolicznościach pozbawił władzy jego brat Wacław, książę rybnicki. Awanturnicza polityka Wacława doprowadziła do tego, że w Pszczynie obległy go wojska węgierskie króla Macieja Korwina, pozbawiając go w 1474 r. władzy nad miastem i ziemią. Nieszczęsny książę zmarł wkrótce po niewoli. Przejściowo właścicielem Pszczyny został stronnik króla Macieja, królewicz czeski Hynek z Podiebradów, który jednak odstąpił ją swojemu bratu Wiktorynowi, księciu ziębickiemu. Ten zaś sprzedał Pszczynę w 1480 r. księciu cieszyńskiemu, Kazimierzowi II. Zasłużył się on przede wszystkim odnowieniem w 1498 r. przywileju miejskiego dla Pszczyny. Był już ostatnim właścicielem miasta i ziemi z rodu piastowskiego – w 1517 r. sprzedał je Aleksemu Thurzonowi, jednemu z najpotężniejszych magnatów węgierskich tamtej epoki, a data ta uważana jest za początek funkcjonowania pszczyńskiego państwa stanowego.
Od tej pory ziemię pszczyńską, będącą już wówczas częścią Rzeszy Niemieckiej, zwano Pszczyńskim Wolnym Państwem Stanowym – jako że jej władca podległ bezpośrednio tylko władzy cesarskiej. W czasach tych do panów Pszczyny należało aż 50 wsi i 4 miasta: prócz Pszczyny jeszcze Bieruń, Mikołów i Mysłowice. Z kolei właściciele 27 innych wsi ziemi pszczyńskiej byli lennikami właścicieli Pszczyny.
Turzonowie utrzymywali bliskie kontakty z królem polskim Zygmuntem I Starym – z tej racji w Pszczynie zatrzymała się 10 kwietnia 1518 r. podróżująca do Krakowa księżniczka Bona Sforza d’Aragona, czyli przyszła królowa Bona. Niedługo potem, w 1525 r., Aleksy odstąpił ziemię pszczyńską swemu bratu Janowi Turzonowi. Ten w 1536 r. sprzedał Mysłowice Stanisławowi Salomonowi z Benedyktowic. Dalszemu rozsprzedawaniu ziemi pszczyńskiej zapobiegło w 1548 r. ustanowienie majoratu przez nowego właściciela Pszczyny – Baltazara Promnitza, biskupa wrocławskiego z możnego rodu śląskiego, który w tym właśnie roku odkupił Pszczynę od Turzonów. Ustanowienie majoratu oznaczało, że od tej chwili ziemia pszczyńska nie mogła być dzielona, lecz podlegała specjalnemu prawu dziedziczenia w linii męskiej.

### Czasy nowożytne

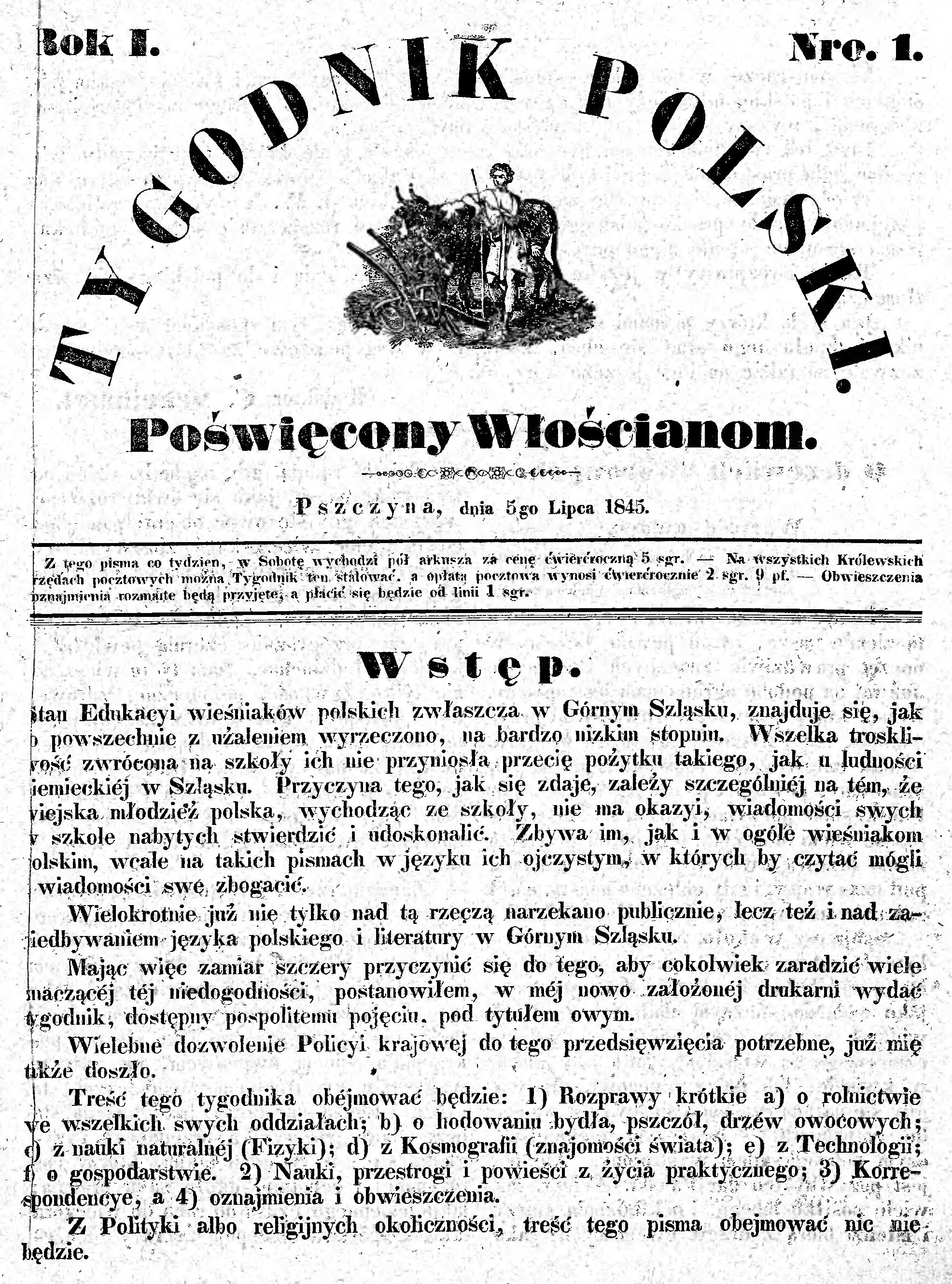
Polskojęzyczna gazeta pszczyńska „Tygodnik Polski” numer 1 z roku 1845

Promnitzowie władali w Pszczynie przez całe dwa wieki. Nie były to łatwe czasy, w XVII w. bowiem ziemia pszczyńska została straszliwie spustoszona w toku działań wojennych i okupacji przez różne armie w dobie wojny trzydziestoletniej. Po stu latach względnego spokoju połowa XVIII w. znów przyniosła w te okolice wojenne zawieruchy. Tym razem o cały Śląsk starły się Prusy i Austria – zwycięski król pruski Fryderyk II Wielki na mocy traktatu zawartego w 1742 r. zagarnął niemal całą tę dzielnicę wraz z Pszczyną.
Kolejny raz walki rozgorzały na ziemi pszczyńskiej ledwie kilka lat później – w toku wojny siedmioletniej znów zawitały tu wojska austriackie.
Wkrótce potem ostatni z rodu Promnitzów, Jan Erdmann, przekazał ziemię pszczyńską swemu siostrzeńcowi z rodu Anhalt-Köthen, Fryderykowi Erdmannowi. Książę ten, by przejąć spadek po wuju, musiał jednak najpierw uzyskać zgodę króla pruskiego. Nie było to proste, zważywszy, że kilka lat wcześniej, w czasie wojny siedmioletniej, walczył jako oficer w armii francuskiej przeciw Prusom. Ale tu przydały się rodowe koneksje – saksońskie księstwo Köthen sąsiadowało bowiem z majątkami spokrewnionego rodu Anhalt-Zerbst. A kuzynka księcia Fryderyka Erdmanna, Zofia Anhalt-Zerbst, zasiadła wówczas – jako caryca Katarzyna II – na tronie carskim Rosji. Tak więc to właśnie jej wstawiennictwu u króla pruskiego Anhaltowie zawdzięczali Pszczynę.
Kolejni właściciele Pszczyny z rodu Anhaltów władali tutejszymi majątkami do połowy XIX w. – w 1846 r. ostatni z rodu, książę Henryk, oddał ziemię pszczyńską swemu siostrzeńcowi, księciu Janowi Henrykowi X z potężnego rodu magnackiego von Hochbergów, władających do tej pory przede wszystkim rozległymi majątkami w okolicy Wałbrzycha z tamtejszego zamku Książ. Von Hochbergowie należeli do najbogatszych śląskich rodów i najpotężniejszych w całej Rzeszy Niemieckiej.
Według zestawień statystycznych z 1828 r., w Pszczynie mieszkało 1385 Polaków i 820 Niemców. W połowie XIX w. w powiecie pszczyńskim dominowała ludność polska. Topograficzny opis Górnego Śląska z 1865 r. notuje „Element polski dominuje w powiecie. Spośród 75 725 mieszkańców tylko 8413 to Niemcy, podczas gdy 67 312 mówi po polsku”. Również w samym mieście żyła duża polska diaspora, chociaż w mieście było więcej Niemców niż na prowincji; spis notuje „Nawet w miastach ludność w dużej części jest polska. W Pszczynie z 3154 mieszkańców 560 mówi po polsku, a Mikołowie z 4479 mieszkańców aż 2971”. Jeśli chodzi o powyższą strukturę narodowościową w Pszczynie, to trzeba zaznaczyć, że bardzo szybko się ona wówczas zmieniała, ponieważ wg statystyk z roku 1858 żyło w mieście aż 1859 Polaków i tylko 1091 Niemców. Podczas niemieckiego spisu powszechnego w 1910 r. 86% mieszkańców powiatu zadeklarowało, że posługuje się językiem polskim, z kolei w samym mieście 67% mieszkańców posługiwało się językiem niemieckim.
W 1805 r. została założona pierwsza drukarnia w Pszczynie, chociaż być może w XVIII powstawały już tutaj druki ulotne. W latach 1845–1846 ukazywało się w Pszczynie pierwsze górnośląskie polskojęzyczne czasopismo „Tygodnik Polski Poświęcony Włościanom”, w którym publikowali m.in. Jan Dzierżoń i Józef Lompa. Ukazywał się też polski „Przyjaciel Ludu”.
W czasach I wojny światowej Hochbergowie przekazali swój pszczyński pałac na potrzeby cesarskiej kwatery głównej Wilhelma II oraz siedziby sztabu wojsk niemieckich.
Zaraz po zakończeniu wojny, gdy ważyły się losy przynależności państwowej Górnego Śląska, Pszczyna stała się znów widownią ważnych wydarzeń historycznych. Drugi z von Hochbergów, Jan Henryk XV, był zwolennikiem utworzenia niepodległej Republiki Śląskiej (do czego dążył na drodze dyplomatycznej) lub niepodległej Republiki Górnośląskiej (do czego dążył wspierany finansowo przezeń Związek Górnoślązaków (1919–1924)), lub, w przypadku fiaska tej opcji, pozostawienia ziemi pszczyńskiej w granicach Niemiec. Gdy 16 sierpnia 1919 r. wybuchło I powstanie śląskie, powstańcy zostali zaatakowani przez wojska niemieckie już w miejscu zbiórki (przy tzw. „Trzech Dębach”), zaś książę udostępnił swój pałac na siedzibę i koszary paramilitarnych grup niemieckich i Grenzschutzu. W podziemiach pałacu urządzono wówczas prowizoryczne więzienie, gdzie Grenzschutz osadzał, bił i maltretował w najbardziej wyrafinowany sposób schwytanych Polaków, podejrzanych o udział w powstaniu. Sukcesy militarne odnieśli natomiast powstańcy w północnej części powiatu pszczyńskiego, gdzie pod dowództwem Stanisława Krzyżowskiego zdobyli Tychy i kilkanaście wiosek. Ze zdobytych miejscowości musieli się oni jednak wycofać ze względu na to, że na pozostałym terenie Górnego Śląska powstanie się jeszcze nie rozpoczęło i nacierały na nich wolne siły niemieckie z innych powiatów.
Podczas II powstania śląskiego w dniach 20–21 sierpnia 1920 r. 2 tys. kilkuset powstańców pod dowództwem ppor. Stanisława Krzyżowskiego, powiatowego komendanta POW G.Śl. w Pszczynie, opanowało cały powiat pszczyński (z wyjątkiem Pszczyny, której celowo nie zajęto ze względu na zakaz Dowództwa POW G.Śl.).
W 1921 r. sam Jan Henryk XV Hochberg książę von Pless wyposażył własnym sumptem kompanię ochotników z Wałbrzycha, która pod dowództwem jego syna Jana Henryka XVII podczas III powstania śląskiego współuczestniczyła w ciężkich bojach z powstańcami, zakończonych zwycięstwem dowodzonej przez urodzonego w Pszczynie gen. Karla Hoefera (późniejszego nazistę i SS-Oberführera) Samoobrony Górnego Śląska (Selbstschutz Oberschlesiens) w bitwie o Górę Świętej Anny.
Z kolei komendant POW G.Śl. na powiat pszczyński ppor. Stanisław Krzyżowski zmobilizował w 1921 r. do walk powstańczych ponad 6 tys. mieszkańców ziemi pszczyńskiej i na początku maja tego roku wystawił trzy pułki: lotny, liniowy i rezerwowy. Sam stanął na czele Pszczyńskiego Pułku Rezerwowego, którego oddziały bez poważniejszych starć opanowały w dniu 3 maja cały powiat pszczyński łącznie z Pszczyną.

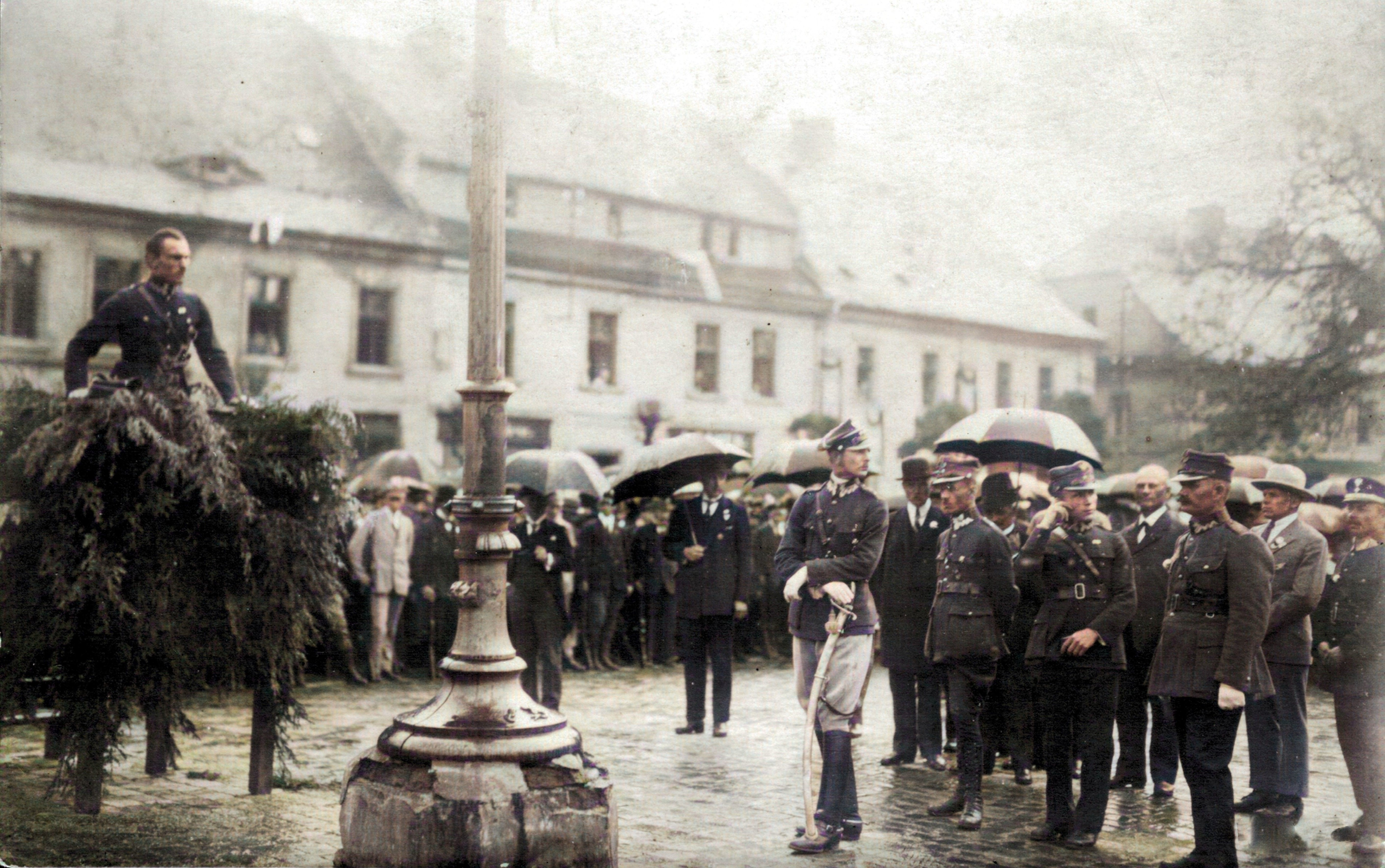
Pszczyna, Rynek, czerwiec 1922 r. Podporucznik Stanisław Krzyżowski, b. komendant powiatowy POW G.Śl., przemawia z trybuny podczas uroczystości powrotu ziemi pszczyńskiej do Polski

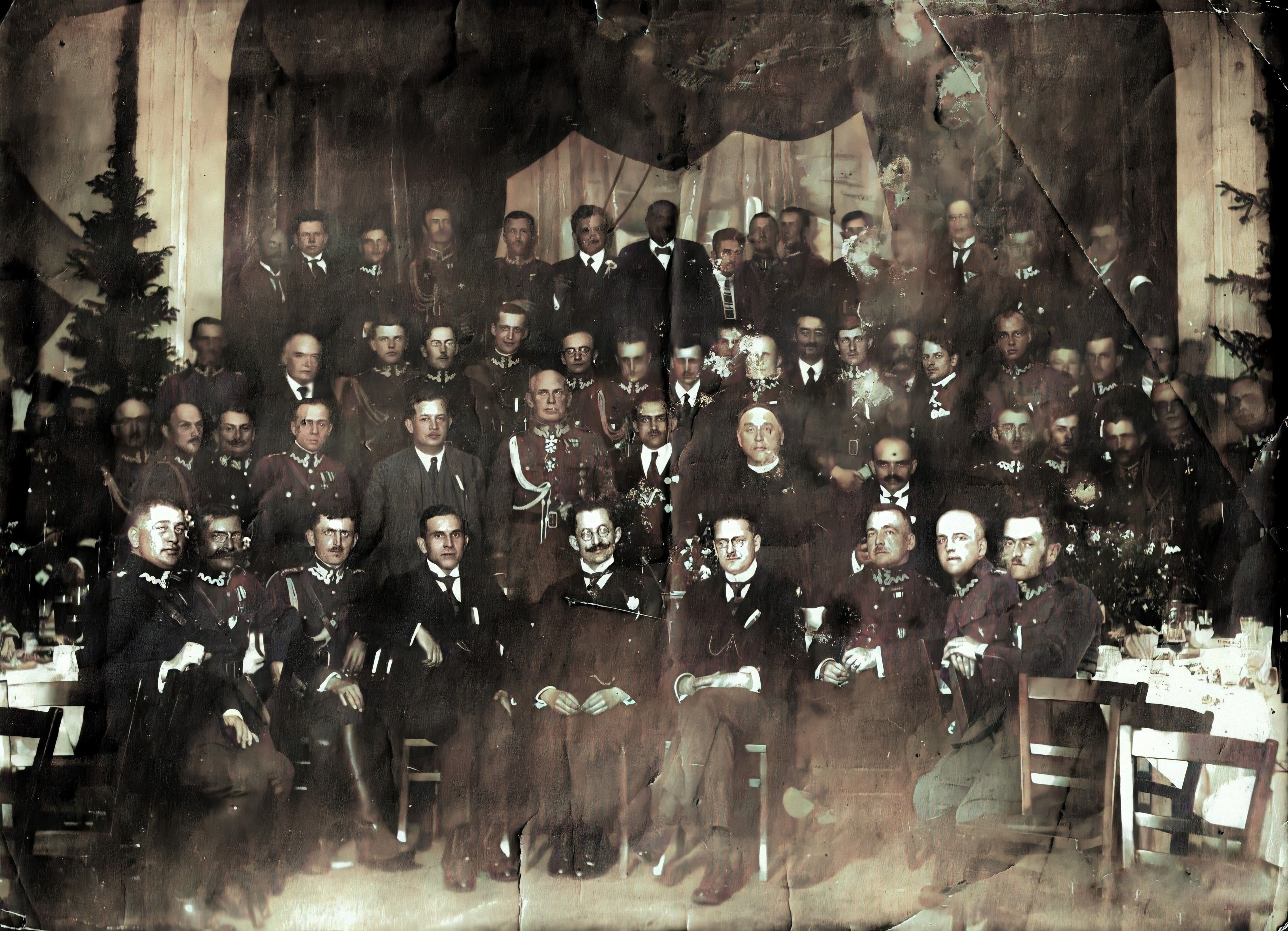
Pszczyna, restauracja Białasa w Domu Ludowym, 29 czerwca 1922 r. (dzień głównej uroczystości powrotu ziemi pszczyńskiej do Polski). Stoją w drugim rzędzie w środku od lewej: poseł Wojciech Korfanty, gen. broni Stanisław Szeptycki, b. komendant POW G.Śl. na powiat pszczyński ppor. Stanisław Krzyżowski, ks. prałat Jan Kapica, wojewoda śląski Józef Rymer. Siedzą w środku od lewej: starosta katowicki Jan Mildner, starosta pszczyński dr Franciszek Lerch, burmistrz Pszczyny Jan Figna

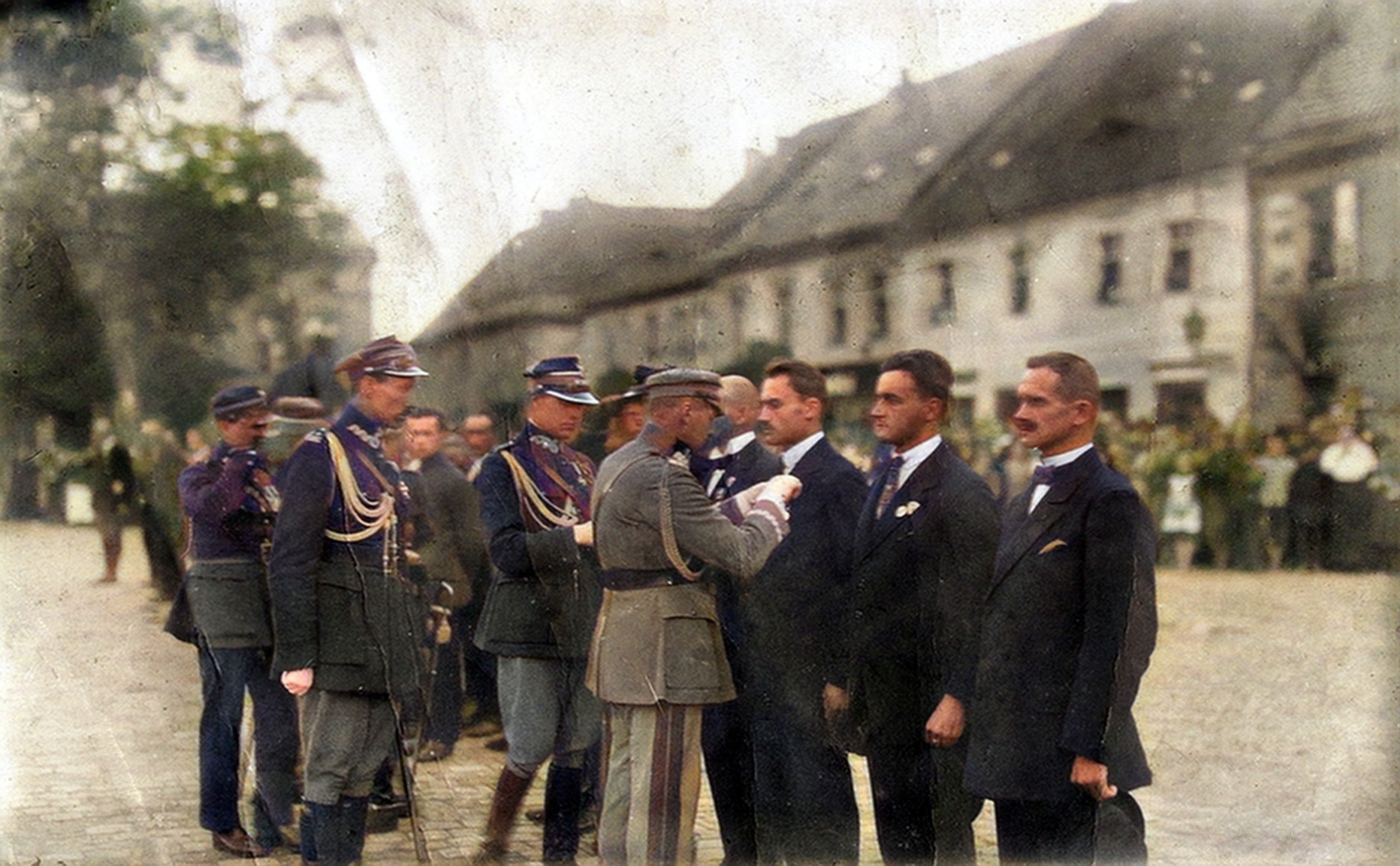
Pszczyna, Rynek, 28 sierpnia 1922 r. Marszałek Polski Józef Piłsudski przypina ppor. Stanisławowi Krzyżowskiemu Krzyż Srebrny Orderu Virtuti Militari

Wcześniej, w 1921 r., w plebiscycie, który miał zdecydować o przynależności państwowej Górnego Śląska, za Polską głosowało w powiecie pszczyńskim 53 tys. mieszkańców, a za Niemcami – 18 tys. W samym mieście zwyciężyła jednak opcja niemiecka – 2843 głosów przeciwko 910 za Polską, a w obszarze dworskim Pless Schloss (Zamek Pszczyński) 185 do 52. Po III powstaniu i podziale Górnego Śląska Pszczyna wraz z całym powiatem przypadła Polsce.
W czerwcu 1922 r. Międzysojusznicza Komisja Rządząca i Plebiscytowa na Górnym Śląsku zaczęła etapami opuszczać przyznany Polsce obszar plebiscytowy, który został podzielony na pięć stref. Powiat pszczyński przydzielono do czwartej strefy ewakuacyjnej. Przejęcie tej strefy przez władze polskie odbyło się w dniach od 26 do 29 czerwca 1922 r. Niemniej jednak już szereg dni wcześniej urzędy i gmachy publiczne w Pszczynie – takie jak poczta, kolej, sąd grodzki, starostwo czy gimnazjum – przechodziły w ręce polskie.  
29 czerwca 1922 r. uroczyście wkroczyły do miasta wojska polskie z gen. broni Stanisławem Szeptyckim na czele. Wtedy to właśnie pełną władzę przejęła polska administracja. Pierwszym polskim burmistrzem miasta w II Rzeczypospolitej został Jan Figna.
28 sierpnia 1922 r. wizytę w Pszczynie złożył Marszałek Polski Józef Piłsudski, podczas której m.in. udekorował krzyżami Virtuti Militari trzech powstańców śląskich: Leopolda Kocimę, Stanisława Krzyżowskiego i Józefa Szenderę.
W czasie spisu ludności w 1931 r. na ogólną liczbę 7177 mieszkańców Pszczyny 6016 osób podało jako swój język ojczysty język polski, 1073 osoby – język niemiecki, 76 osób – język polski i język niemiecki, a 12 osób – inny język.
Przez cały okres międzywojenny w Pszczynie i powiecie pszczyńskim największą siłą polityczną była chadecja, która miała najwięcej ze wszystkich partii reprezentantów ziemi pszczyńskiej w ciałach parlamentarnych.
w 1922 roku, na wniosek ówczesnego Naczelnika Wydziału Zdrowia Publicznego w Katowicach, dr J. Rostka, Naczelna Rada Ludowa powołała Wojewódzki Zakład Badania Żywności. Zakład ten, zlokalizowany w Pszczynie, posiadał 3 oddziały: żywnościowy, hydrologiczny i toksykologiczny. Prowadziły one zorganizowane, systematyczne badania próbek artykułów żywnościowych i wody oraz badania toksykologiczne. W 1932 r. Zakład przeniesiono do Katowic.

### II wojna światowa
W okolicy Pszczyny toczyły się 1–2 września 1939 r. walki obronne Kampanii Wrześniowej, czego świadectwem są licznie zachowane polskie betonowe schrony bojowe. W okolicy Pszczyny rozegrała się tzw. bitwa pszczyńska, podczas której wojska niemieckie przełamały główną linię polskiej obrony na Górnym Śląsku.
W latach 1939–1945 w mieście i powiecie czynne były w podziemiu antyniemieckim takie organizacje, jak Służba Zwycięstwu Polski, Związek Walki Zbrojnej i Armia Krajowa.
Na przełomie stycznia i lutego 1945 r., o Pszczynę oparła się linia frontu niemiecko-radzieckiego, jednak z wyjątkiem wzajemnych ostrzeliwań we wschodniej części miasta, walk o Pszczynę nie było, gdyż Wehrmacht zagrożony okrążeniem wycofał się po pewnym czasie z miasta na dalsze pozycje obronne na linii Żory-Pawłowice.
W czasie II wojny światowej zabudowa Pszczyny prawie nie ucierpiała. Do największych zniszczeń można zaliczyć drewniany kościółek św. Jadwigi na starym cmentarzu, który spłonął jeszcze we wrześniu 1939 r.
Styczeń 1945 r. zapisał się w historii miasta bardzo tragicznym wydarzeniem. Tędy bowiem wiódł szlak ewakuacji więźniów z obozu KL Auschwitz-Birkenau do Wodzisławia Śląskiego. Wielu więźniów padło wówczas z wycieńczenia lub zostało zabitych na ulicach Pszczyny. Ofiary marszu śmierci pochowane są w zbiorowej mogile przy cmentarzu św. Krzyża. Dla upamiętnienia ich cierpień jedna z ulic, wiodąca do centrum miasta od strony Oświęcimia, nazwana została ulicą Męczenników Oświęcimskich.
10 lutego 1945 r. miasto zostało zajęte przez oddziały radzieckiego 28 korpusu armijnego 60 armii 1 Frontu Ukraińskiego.
W latach 1945–1946 działały w Pszczynie głęboko zakonspirowane antykomunistyczne Narodowe Siły Zbrojne.

### Po 1945 r.

Zmiany terytorialne Pszczyny i gminy Pszczyna 1945–1998

Choć władze komunistyczne chciały uprzemysłowić wszystkie regiony Polski, w Pszczynie nie rozbudowano nadmiernie przemysłu. Powiększono Fabrykę Elektrofiltrów „Elwo”, wybudowano Zakłady Gazów Technicznych. Powstała duża mleczarnia Okręgowej Spółdzielni Mleczarskiej oraz młyn. Ze zmiennym szczęściem dbano o stan zamku pszczyńskiego i parku.
27 maja 1975 r. zwiększono powierzchnię miasta przez przyłączenie sąsiednich gmin Goczałkowice-Zdrój (Ćwiklice, Goczałkowice-Zdrój, Rudołtowice) i Wisła Wielka (Brzeźce, Łąka, Poręba, Studzionka, Wisła Mała, Wisła Wielka). 1 lutego 1977 r. utworzono gminę wiejską Pszczyna, w skład której weszły sołectwa: Jankowice i Studzienice (ze znoszonej gminy Bojszowy), Czarków i Piasek (ze znoszonej gminy Kobiór) oraz Studzionka, Wisła Mała i Wisła Wielka wyłączone z miasta Pszczyna.
1 lutego 1992 r. połączono miasto i gminę Pszczyna w jedną gminę (tzw. miejsko-wiejską); jednocześnie usamodzielniły się Goczałkowice-Zdrój, tworząc odrębną gminę Goczałkowice-Zdrój. 1 stycznia 1998 r. odłączono od miasta wszystkie pozostałe z przyłączonych w 1975 sołectw – Brzeźce, Ćwiklice, Łąka, Poręba, Rudołtowice – stając się odrębnymi wsiami w gminie Pszczyna.

## Dzielnice
- Stare Miasto
- Śródmieście
- Siedlice
- Piastów
- Daszyńskiego
- Powstańców Śląskich
- Piłsudskiego
- Podstarzyniec
- Polne Domy
- Kolonia Jasna
- Kępa
- Stara Wieś

## Demografia
W Pszczynie pod koniec 2019 roku mieszkały 25 883 osoby. Największą populację według danych GUS miasto osiągnęło w 1997 r., liczba mieszkańców wynosiła wtedy 34 827 osób. Skokowy spadek liczby ludności po tym roku wynikł z usamodzielnienia się z dniem 1 lutego 1998 r. wsi Brzeźce, Ćwiklice, Łąka i Poręba, włączonych do miasta w 1975.
Według danych szacunkowych z 31 grudnia 2019 r. stopa bezrobocia w Pszczynie wynosiła 3,4%.
Piramida wieku mieszkańców Pszczyny w 2019 roku.

### Żydzi
Żydzi w Pszczynie pojawili się dość późno. Wzmianki o nich, pochodzące z XVI i XVII w., mówią jedynie o pojedynczych osobach. Liczniej zaczęli do miasta przybywać dopiero po 1780 r. Wtedy to właśnie wydano rozporządzenie królewskie, zezwalające Żydom na osiedlanie się w miastach śląskich na wschód od Odry. W 1764 r. zbudowano pierwszą synagogę. Dzięki temu w 1787 r. w Pszczynie mieszkało już 85 osób wyznania mojżeszowego. Kolejnym impulsem do ich osadnictwa był tzw. edykt emancypacyjny króla Fryderyka Wilhelma III z 1812 r., w którym dopuszczono Żydów do praw miejskich i państwowych, zrównując ich w prawach z chrześcijanami. W 1814 r. założono żydowski cmentarz. W 1835 r. wzniesiono nową, drewnianą synagogę – gmina liczyła wówczas już 210 członków i szybko przybywali nowi. Wkrótce synagoga okazała się za mała, więc w 1852 r. zaczęto budować nową, tym razem już murowaną. Synagoga przetrwała do dziś, w czasie okupacji została jednak przebudowana przez Niemców na kino. Zaadaptowanie synagogi na salę kinową do tego stopnia zatarło jej architekturę, że nie przedstawia obecnie większej wartości oprócz pamiątkowej.
Równolegle rozwijało się szkolnictwo żydowskie. Od 1812 r. funkcjonował cheder, ale w 1820 gmina uzyskała zgodę, by dzieci jej członków mogły uczęszczać do szkół ewangelickiej i katolickiej – faktycznie głównie uczyły się w tej pierwszej. To było podstawą utworzenia wspólnej szkoły ewangelicko-żydowskiej, powołanej do życia w 1873 r. W 1893 r. zmieniono ją w szkołę komunalną.
Gmina ok. 1885 r. osiągnęła największą w swej historii liczebność – 341 członków. W Pszczynie działał wówczas teolog i historyk żydowski, rabin tutejszej gminy, Markus Brann, w latach późniejszych wykładowca Żydowskiego Seminarium Teologicznego we Wrocławiu. Pod koniec XIX w. liczebność gminy zaczęła spadać, a gdy w 1922 r. Pszczyna wraz z regionem znalazła się w odrodzonej Polsce, wielu Żydów opuściło miasto, ponieważ niemal wszyscy członkowie gminy identyfikowali się z kulturą niemiecką. Na miejscu została zamożna grupa starszych wyznawców religii mojżeszowej, także zdecydowanie proniemiecka – w ten sposób liczebność Żydów spadła z 227 osób przed I wojną światową do 60 po 1922 r. Wkrótce jednak do Pszczyny napłynęło sporo osadników żydowskich z głębi Polski – z Galicji i dawnej Kongresówki, którzy deklarowali już jako język ojczysty nie niemiecki – jaki dotychczas to miało miejsce wśród tutejszych Żydów – lecz jidysz lub polski.
W pierwszych dniach po wojnie do Pszczyny powróciło kilku Żydów. Do lat 50. XX w. do Pszczyny napłynęło około 200 Żydów, którzy otworzyli niewielki dom modlitwy i założyli pięć stowarzyszeń żydowskich. Jednak do 1957 r. większość Żydów opuściła miasto. Obecnie Pszczynę zamieszkuje kilka osób pochodzenia żydowskiego, jak i kilku Żydów, którzy przeszli na religię chrześcijańską.
| Rok        | 1787 | 1834 | 1885 | 1922 | 1939 | 1950 | 1970 | 2010 |
| Mieszkańcy | 85   | 210  | 341  | 60   | 100  | 200  | 35   | 15   |

### Ewangelicy
Luteranizm w Pszczynie wprowadził w 1568 r. książę Karol Promnitz. W ciągu 20 następnych lat religię tę przyjęły wszystkie miejscowości ziemi pszczyńskiej. W 1569 r. pojawił się w Pszczynie pierwszy pastor; tego samego roku ewangelicy otwarli tu szkołę.
Kontrreformacja odcisnęła silne piętno na pszczyńskich ewangelikach – od 1649 r. jedynym miejscem, gdzie mogli zbierać się na nabożeństwa, pozostała kaplica zamkowa. W 1661 r. zamknięto szkołę.
W 1709 r. Erdmann Promnitz rozpoczął starania o zgodę na budowę kościoła ewangelickiego w Pszczynie. Uzyskał ją od Fryderyka II Wielkiego w 1742 r. i wkrótce ewangelicy rozpoczęli budowę świątyni. W tym samym roku reaktywowali działalność szkoły. W 1746 r. kościół konsekrowano. Równocześnie umieszczono przy nim szkołę wraz z mieszkaniem dla nauczyciela. W 1905 r. kościół spłonął. W 1907 r. został odbudowany.
Obecnie Pszczyna jest siedzibą aktywnej nie tylko w sferze religijnej parafii ewangelicko-augsburskiej, do której przynależy ok. 1500 zborowników. Jest to największy zbór ewangelickiej diecezji katowickiej.

## Gospodarka
W okresie PRL-u w mieście dominował przemysł maszynowy m.in. produkowano elektrofiltry. Po transformacji ustrojowej część zakładów została postawiona w stan upadłości.
- przemysł maszynowy, spożywczy, drzewny
- instytuty naukowe

## Transport

### Drogowy

#### Drogi krajowe
- E75  (Gdańsk – Toruń – Włocławek – Łódź – Piotrków Trybunalski – Częstochowa – GOP – Pszczyna – Bielsko-Biała – Zwardoń)

#### Drogi wojewódzkie
- (Pszczyna – Jankowice – Międzyrzecze – Bojszowy – Bieruń)
- (Rzuchów – Wodzisław Śląski – Jastrzębie-Zdrój – Pawłowice – Pszczyna – Miedźna – Brzeszcze – Oświęcim – Chrzanów)
- (Racibórz – Rydułtowy – Rybnik – Żory – Suszec – Pszczyna)
- (Pszczyna – Łąka – Wisła Wielka  -- Wisła Mała– Strumień – Zbytków)

### Kolejowy

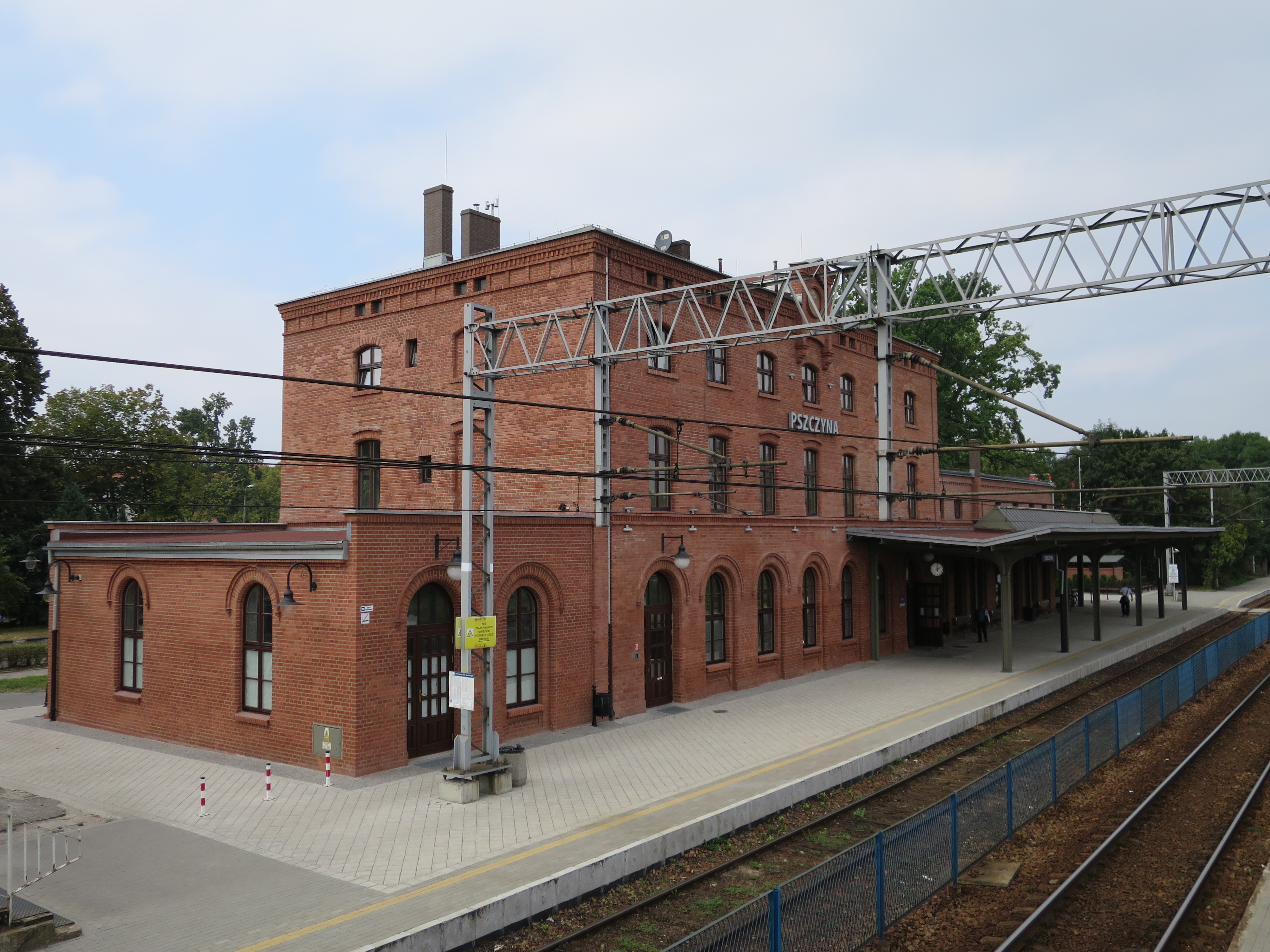
Stacja kolejowa w Pszczynie

Pszczyna jest stacją węzłową, przez którą przebiegają dwie linie kolejowe – linia nr 139 Katowice – Zwardoń (Skalité Serafínov) oraz linia nr 148 Pszczyna – Rybnik. Stacja posiada dwa perony – z peronu pierwszego odjeżdżają najczęściej pociągi osobowe w kierunku Rybnika, a z peronu drugiego w kierunku Katowic, Bielska-Białej czy Wisły.
Perony posiadają wiaty. Przejście z peronu I na peron II odbywa się kładką nad torami. W budynku dworcowym znajduje się poczekalnia dla podróżnych i kasy biletowe.
Nad pracą stacji czuwa obsługa nastawni dysponującej „Psz”, obsługująca także przejazd kolejowy na ul. Dworcowej oraz obsada nastawni wykonawczej „Psz1”. Stacja Pszczyna wyposażona jest w mechaniczne i przekaźnikowe urządzenia sterowania ruchem kolejowym z sygnalizacją świetlną.
W powiecie wyróżnia się 9 podpszczyńskich stacji i przystanków kolejowych: Goczałkowice, Goczałkowice Zdrój, Piasek, Pszczyna Czarków, Kobiór, Radostowice, Suszec, Suszec Kopalnia, Suszec Rudziczka. Na stacji Pszczyna zatrzymują się pociągi wszystkich kategorii.

### Lotniczy
W 2012 r. przy ul. Antesa oddano do użytku sanitarne lądowisko śmigłowcowe.
Około 4 kilometry na północny wschód od miasta znajduje się prywatne, śmigłowcowe lądowisko Pszczyna.

### Komunikacja miejska

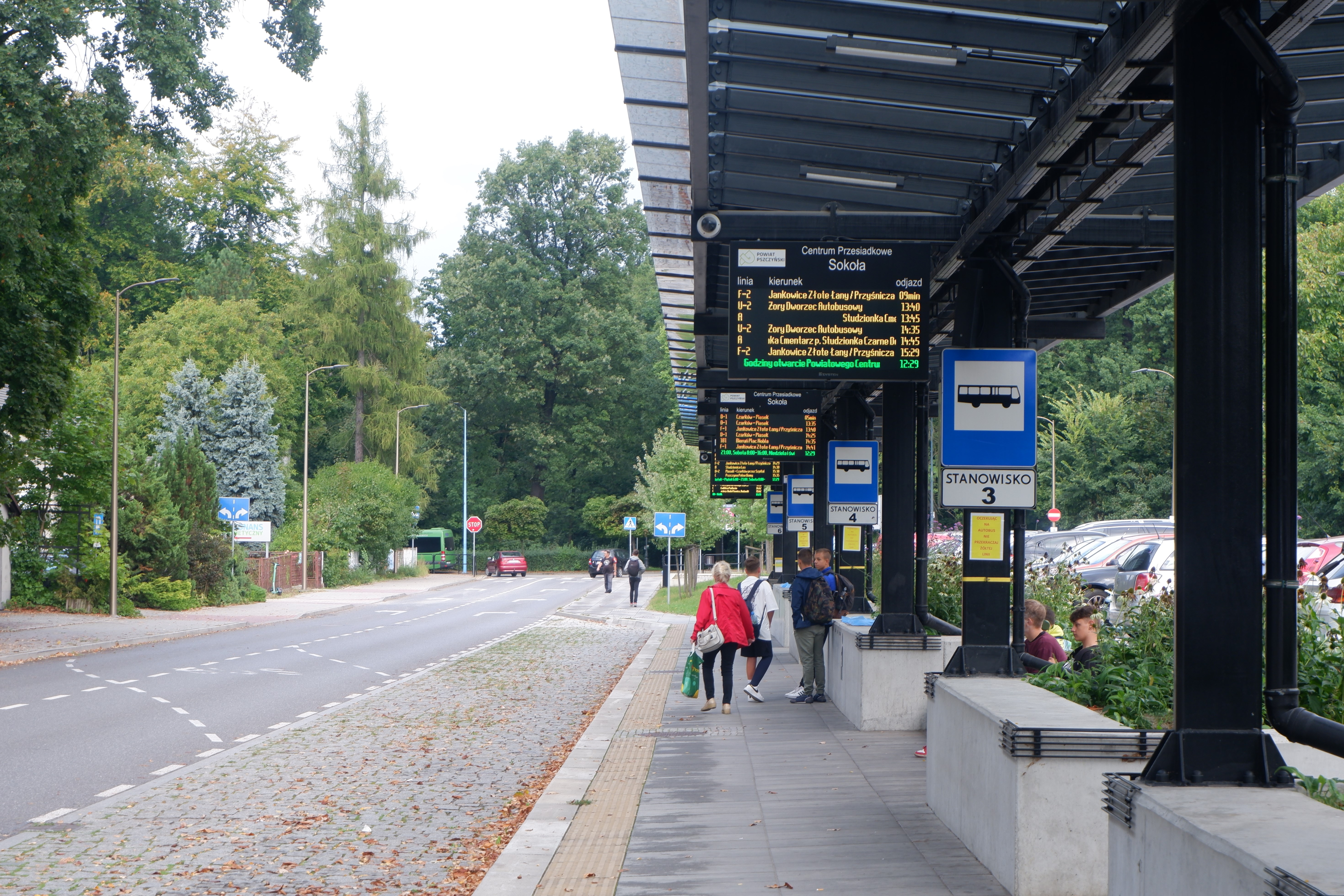
Centrum przesiadkowe – stanowiska

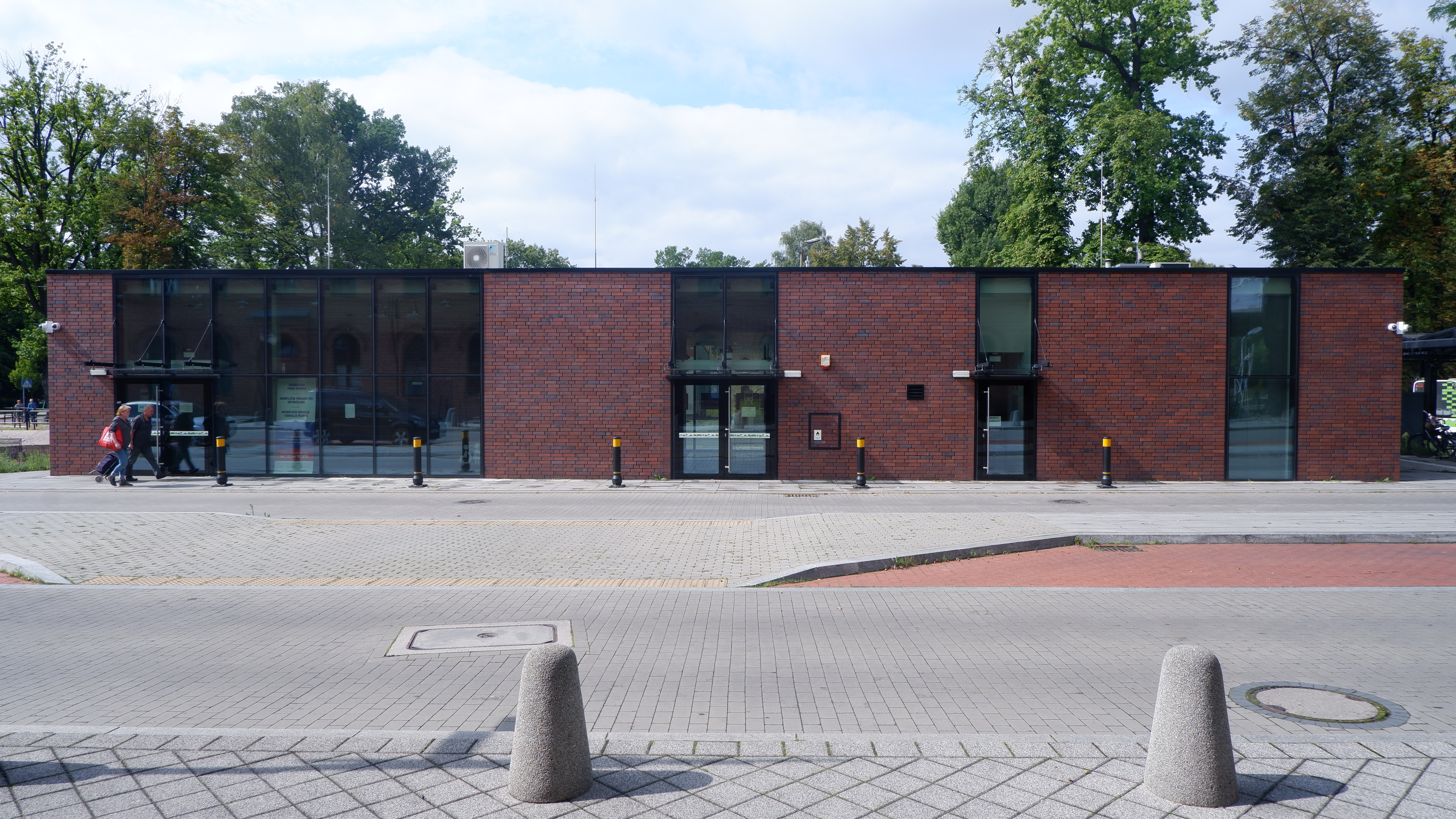
Centrum przesiadkowe – budynek

System transportu zbiorowego w Pszczynie oparty jest na komunikacji autobusowej. Obecnie (w roku 2023) na terenie miasta funkcjonują 3 linie komunikacji powiatowej (łączące Pszczynę z Żorami, KWK w Pniówku oraz Goczałkowicami), 7 linii komunikacji gminnej, zapewniające połączenia na terenie samego miasta, jak również innych miejscowości w gminie Pszczyna, 4 linie komercyjne (do Tychów, Strumienia, Woli oraz Jawiszowic), a także 1 linia ZTM do Bierunia.
Połączenia autobusowe na terenie powiatu pszczyńskiego obsługiwane są obecnie przez 8 przewoźników. Poza PKM Tychy, będącym przedsiębiorstwem samorządowym, większość linii obsługują prywatne spółki transportowe.
Pszczyna posiada nowoczesne powiatowe centrum przesiadkowe zlokalizowane przy dworcu PKP, zbudowane w 2019 r.. Energooszczędny obiekt, nawiązujący architekturą, stylem i materiałami do zabytkowego budynku dworca obsługuje autobusy lokalne i dalekobieżne. Obiekt został wyposażony w elektroniczne rozkłady jazdy oraz tablice informacyjne, a także infokioski, z których pasażerowie dowiadują się najważniejszych informacji o powiecie i komunikacji. W budynku znajduje się także powiatowy punkt informacji turystycznej.

## Ochrona środowiska
Według raportu Światowej Organizacji Zdrowia w 2016 r. Pszczyna została sklasyfikowana jako drugie po Żywcu miasto o najbardziej zanieczyszczonym powietrzu Unii Europejskiej. Stan jakości i poziomu zanieczyszczenia powietrza w gminie Pszczyna mierzony jest przez 16 czujników i możliwy do sprawdzenia online. W gminie funkcjonuje program Czyste powietrze, polegający na dofinansowaniu do wymiany kotłów, montażu instalacji fotowoltaicznych i termomodernizacji budynków. 
System ciepłowniczy na terenie miasta Pszczyny składa się z 8 lokalnych kotłowni, w tym 6 kotłowni gazowych  i 2 kotłownie gazowo-olejowe, a także sieci ciepłownicze wysoko i niskoparametrowe (stan na marzec 2025). 
Na terenie miasta Pszczyna znajduje się nieczynne składowisko odpadów komunalnych. Rekultywacja tego składowiska została zakończona w grudniu 2000 r. Gmina nie posiada własnego składowiska odpadów komunalnych. Od 2010 roku na terenie gminy funkcjonuje Kompostownia, zlokalizowana przy oczyszczalni ścieków „Pszczyna” w Jankowicach.  Instalacja ta powstała dzięki środkom z Europejskiego Funduszu Rozwoju Regionalnego. W Pszczynie działa Punkt Selektywnego Zbierania Odpadów Komunalnych. 
W Pszczynie funkcjonują dwie oczyszczalnie ścieków - mechaniczno-biologiczna oczyszczalnia ścieków „Pszczyna” zlokalizowaną na terenie sołectwa Jankowice ukończoną w maju 2003 oraz oczyszczalnię ścieków zlokalizowaną w północnej części sołectwa Wisła Wielka, która została wybudowana i oddana do eksploatacji na początku lat 90.
Sieć kanalizacji sanitarnej pracuje generalnie w systemie grawitacyjnym, z pompowniami strefowymi w lokalizacjach wynikających z konfiguracji terenu. Sieć kanalizacyjna o łącznej długości około 209 km obsługuje około 7,3  tys. dostawców ścieków. Ponadto ścieki z nieskanalizowanych rejonów Pszczyny dowożone są na oczyszczalnie ścieków wozem asenizacyjnym. Rocznie procesowi oczyszczania podlega ok. 2 mln m3 ścieków. Gmina wciąż rozbudowuje sieć kanalizacyjną, w tym korzystając m.in. z funduszy programu Rządowego Funduszu Polski Ład: Program Inwestycji Strategicznych.
W latach 2004-2011 organizowany był festiwal ekologiczny „Rejs na czyste wody” mający na celu promocję zbiórki surowców wtórnych. 
W 1999 r. Wojewódzki Fundusz Ochrony Środowiska i Gospodarki Wodnej z Sejmikiem Samorządowym Województwa Śląskiego przyznał gminie Pszczyna I nagrodę w kategorii gospodarowania zielenią w konkursie „Najlepsze wdrożenie rozwiązań ochrony środowiska zrealizowane przez samorząd terytorialny w województwie katowickim w latach 1990–1995”. W tym samym roku Pszczyna otrzymała nagrodę Narodowego Funduszu Ochrony Środowiska i Gospodarki Wodnej za najlepszą realizację zadań zgłoszonych do III edycji konkursu na zagospodarowanie odpadów na terenach wiejskich. Rok 2001 przyniósł kolejną nagrodę – tym razem od Śląskiego Związku Gmin i Powiatów za najlepszy projekt „Rowerem po Śląsku”.

## Architektura i urbanistyka

### Zabytki
- Rynek
- Brama Chińska

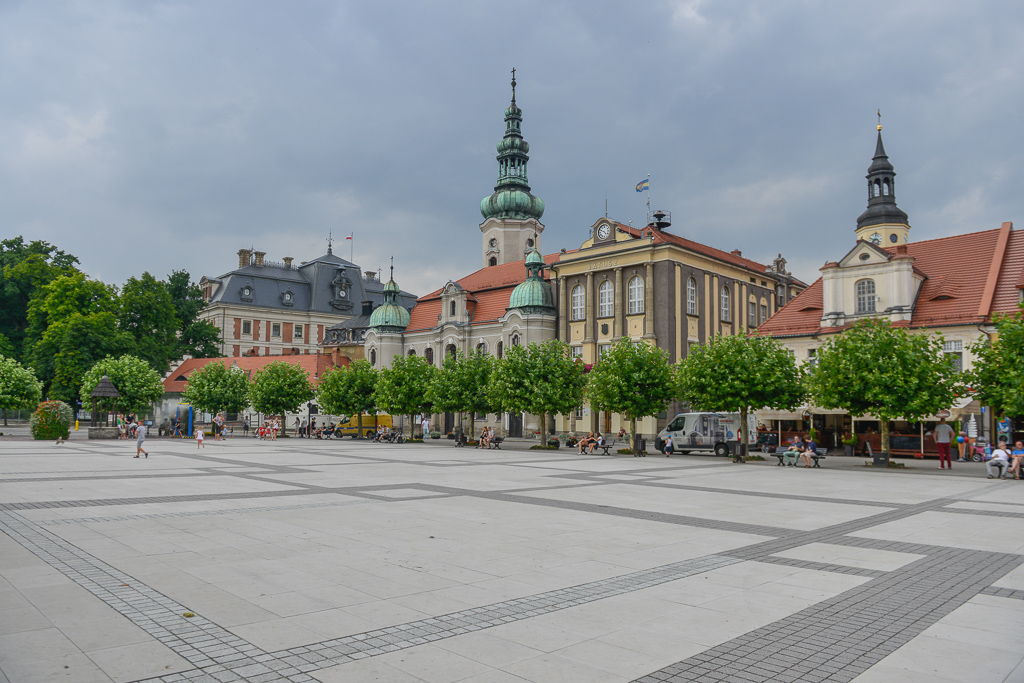
Rynek w Pszczynie

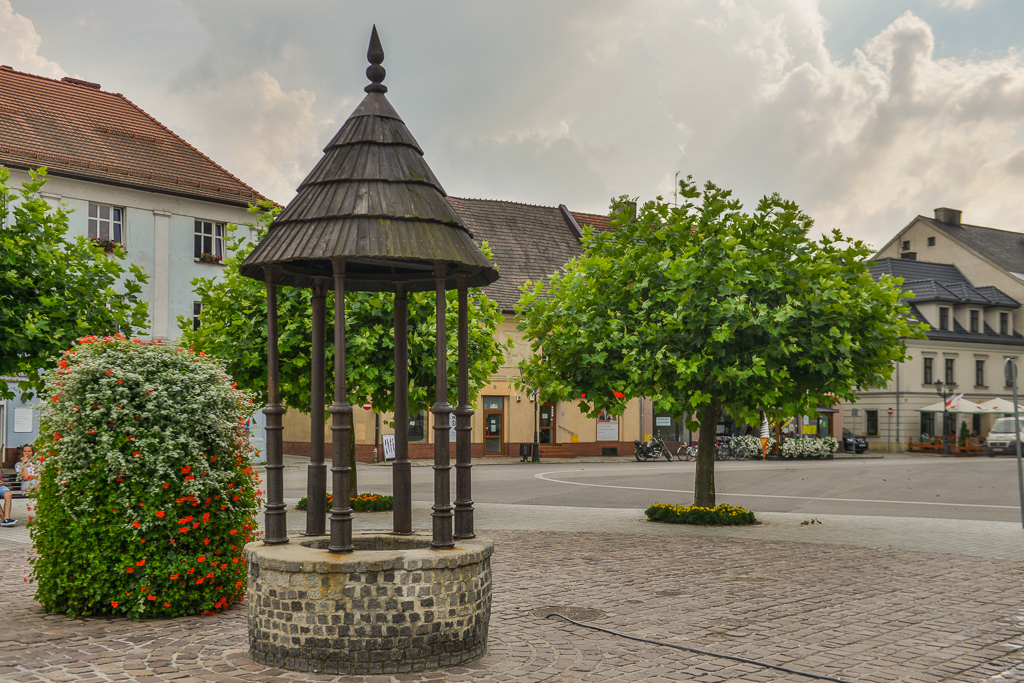
Atrapa studni na Rynku

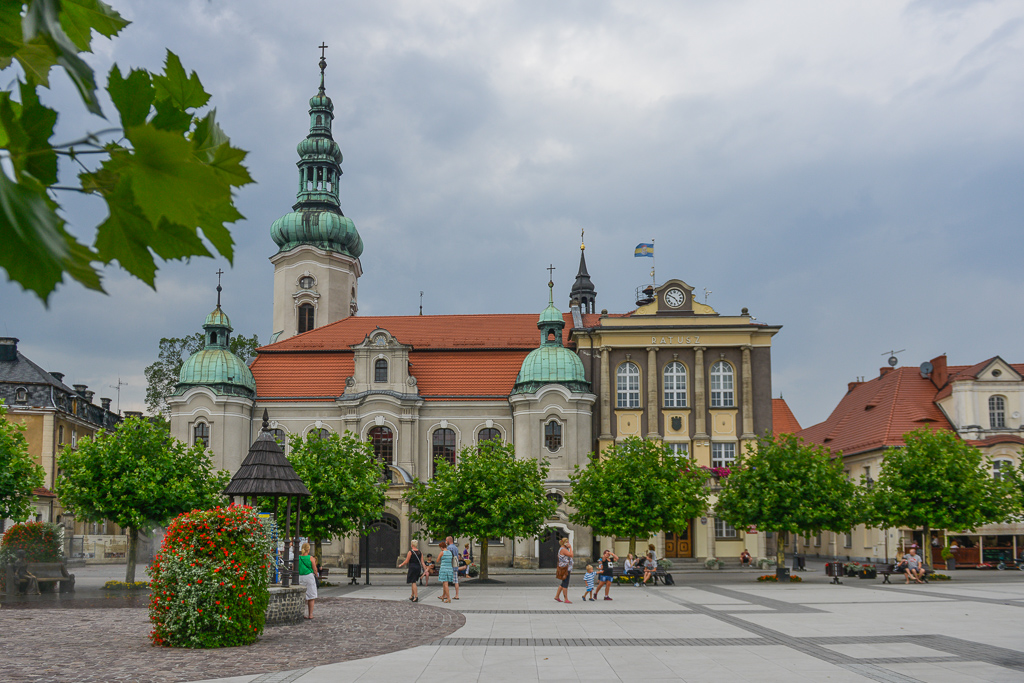
Kościół ewangelicko-augsburski i przylegający do niego ratusz

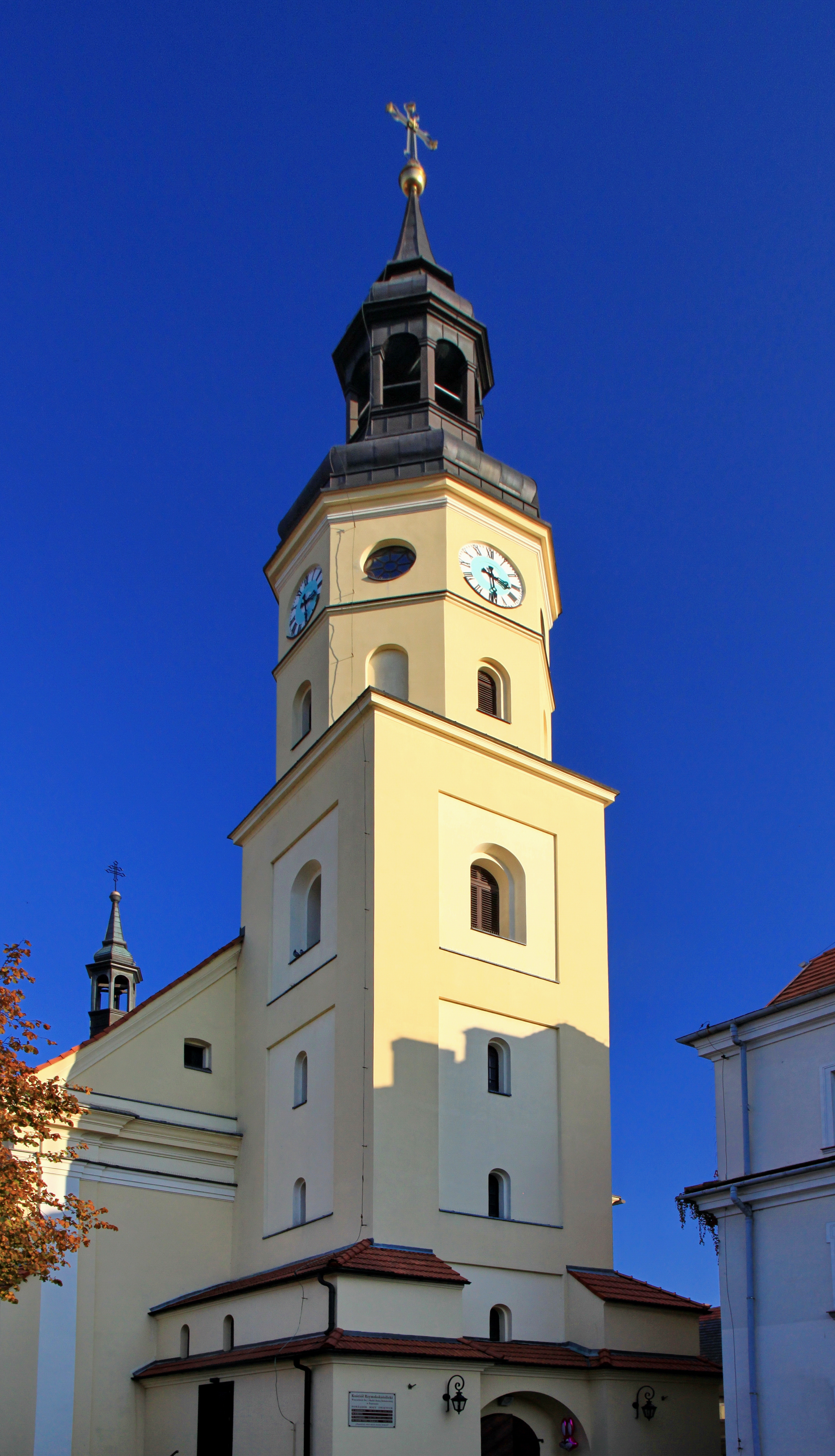
Kościół Wszystkich Świętych w Pszczynie

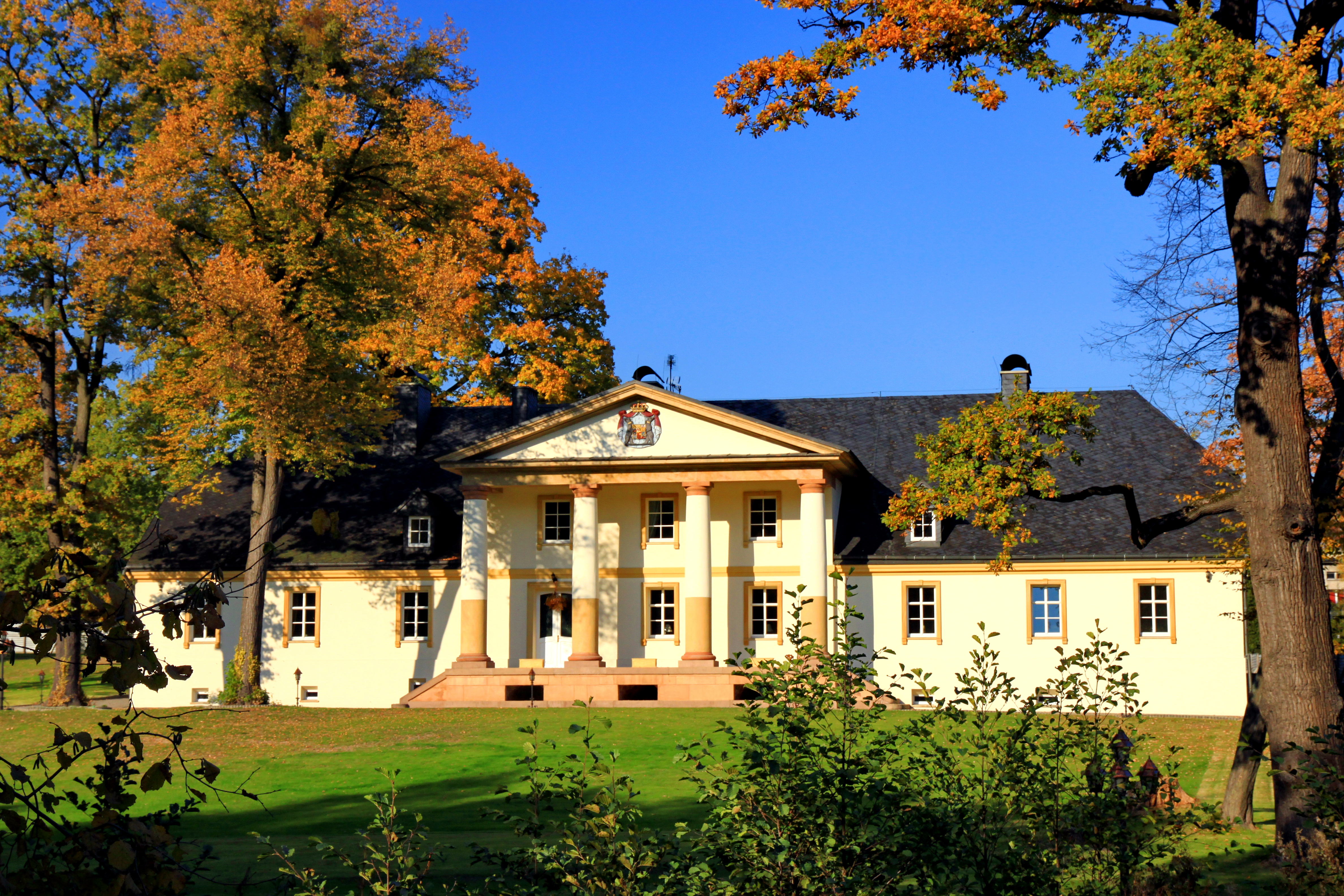
Dwór „Ludwikówka” w Pszczynie

- Zamek Pszczyński, dawna rezydencja książąt Hochberg von Pless
- Ratusz
- Brama Wybrańców
- Frykówka
- Dawna siedziba administracji książęcej „Palais”
- Dawny młyn wodny
- Kamienica Pod Okiem Opatrzności
- Kamienica Pod Murzynkiem

### Muzea

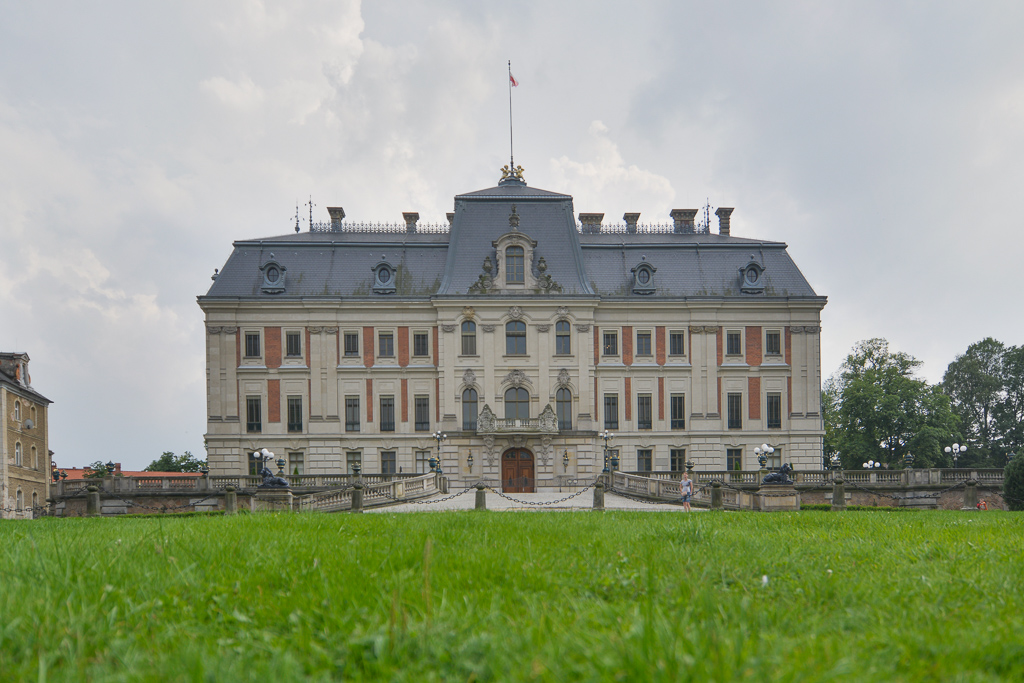
Zamek w Pszczynie, obecnie muzeum

- Muzeum Zamkowe w Pszczynie
- Muzeum Prasy Śląskiej
- Muzeum Militarnych Dziejów Śląska

### Zabytki sakralne

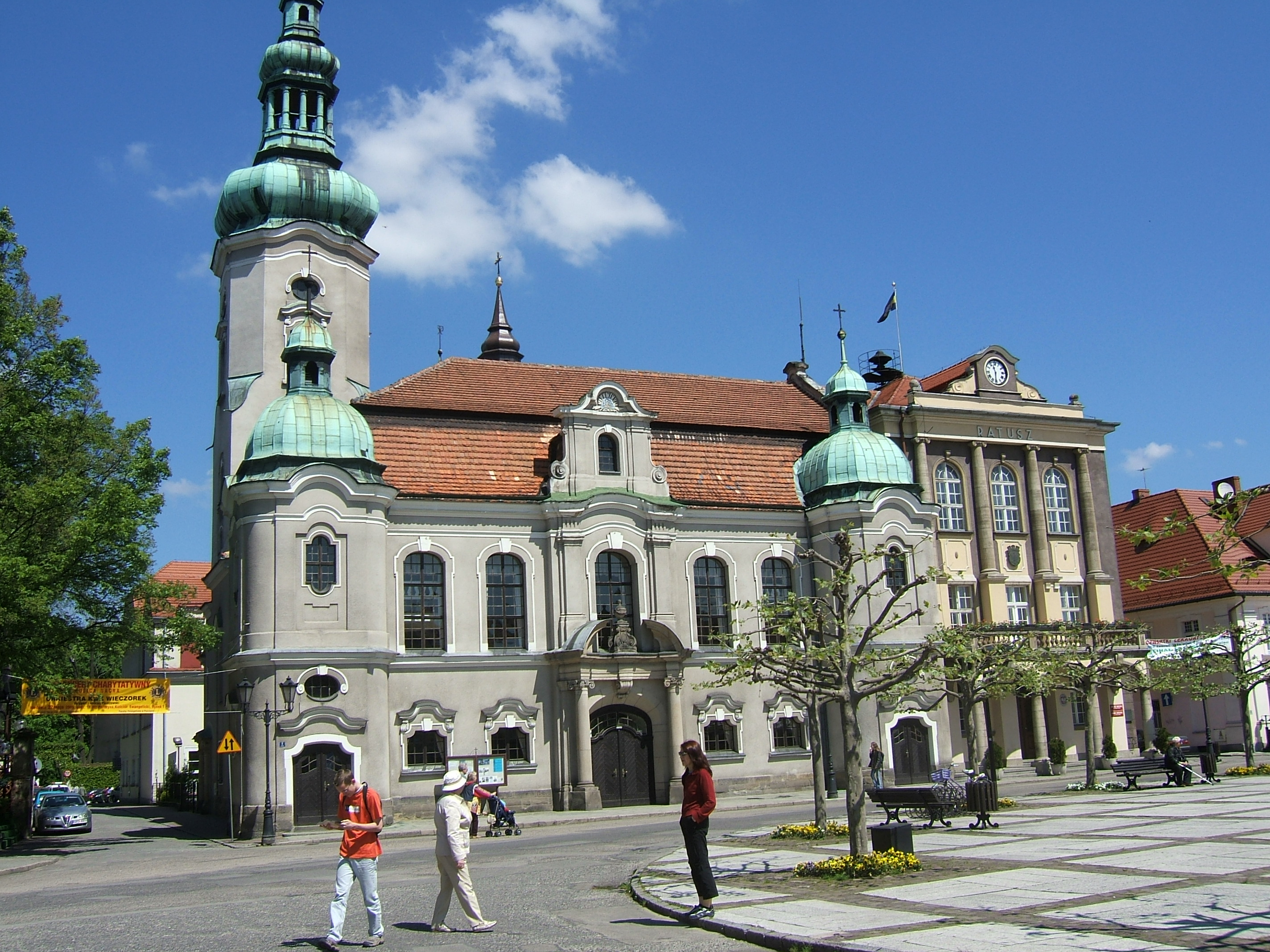
Rynek w Pszczynie z ratuszem po prawej stronie i luterańskim kościołem ewangelicko-augsburskim

- Kościół Wszystkich Świętych w Pszczynie
- Kościół Ewangelicko-Augsburski
- Kapliczka „Bądź Wola Twoja”
- Kapliczka przy ul. Katowickiej w Pszczynie
- Cmentarz Żydowski z zachowanym domem przedpogrzebowym i 250 macewami
- Cmentarz Św. Jadwigi
- Cmentarz Poległych żołnierzy Wojska Polskiego i harcerzy
- Groby Hochbergów
- Groby Anhaltów
- Cmentarz żołnierzy radzieckich

#### Nieistniejące
- drewniany kościół św. Jadwigi Śląskiej w Pszczynie

### Zabytki budownictwa drewnianego
- Skansen Zagroda Wsi Pszczyńskiej

### Obiekty związane z zamkiem
- Dwór „Ludwikówka”
- Oficyna zamkowa
- Ujeżdżalnia
- Stajnie
- Powozownia
- Lodownia w parku zamkowym
- Pawilon herbaciany w parku zamkowym
- Oficyna przy ulicy Dunikowskiego

### Pomniki i tablice pamiątkowe
- Pomnik i tablica upamiętniająca miejsce rozstrzelania harcerzy polskich przez hitlerowców w 1939 r.
- Pomnik Zwycięstwa wzniesiony dla uczczenia poległych i pomordowanych powstańców w latach 1919–1921 oraz Polaków w czasie II wojny światowej – Plac Zwycięstwa i Wolności
- Obelisk z tablicą pamiątkową (z płaskorzeźbionym godłem państwowym i herbem Pszczyny), upamiętniającą zebranie się i złożenie przysięgi przez mieszkańców powiatu pszczyńskiego, przed wybuchem I powstania śląskiego w 1919 r. – w miejscu zwanym „Trzy Dęby”, między dwoma wielkimi głazami narzutowymi
- Pomnik i tablica w miejscu straceń powstańców śląskich, mieszkańców powiatu pszczyńskiego, rozstrzelanych przez hitlerowców w 1939 r. – w miejscu zwanym „Trzy Dęby”, naprzeciw obelisku powstańczego
- Grób księdza Bernarda Bogedaina, biskupa pomocniczego wrocławskiego, krzewiciela oświaty polskiej na Górnym Śląsku – na cmentarzu św. Jadwigi Śląskiej
- Pomnik przed cmentarzem żołnierzy Armii Czerwonej, wzniesiony w 1953 r.
- Rzeźba w ogrodzeniu przy ulicy Chopina, wykonana przez Grzegorza Kozika
- Głowa żubra przy ulicy Bielskiej, wykonana przez Joachima Krakowczyka
- Tablica poświęcona Georgowi Philippowi Telemannowi, kompozytorowi baroku – Brama Wybrańców
- Tablica na Ratuszu, upamiętniająca 60. rocznicę powrotu ziemi pszczyńskiej do Macierzy
- Tablica upamiętniająca wydanie pierwszej polskiej gazety na Górnym Śląsku – Rynek 5
- Tablica upamiętniająca pobyt w Pszczynie marszałka Józefa Piłsudskiego – ul. 3 Maja
- Tablica upamiętniająca Marsz Śmierci – ul. bpa Bogedaina
- Pomnik w kształcie ławeczki, upamiętniający księżną Daisy von Pless – Rynek

### Szlaki turystyczne
Przez Pszczynę przebiegają m.in.:
- Międzynarodowy Szlak Rowerowy Greenways Kraków – Morawy – Wiedeń
- Międzynarodowa trasa rowerowa EuroVelo 4 – Kijów – Roscoff
- Wiślana Trasa Rowerowa
- czerwona trasa rowerowa nr 1 – Pszczyna – Kobiór – Tychy – Katowice
- niebieska trasa rowerowa nr 178 (tzw. Plessówka) – Pawłowice – Pszczyna (43 km)
- Szlak architektury drewnianej województwa śląskiego
- Szlak Ewakuacji Więźniów Oświęcimskich
- Szlak Zabytków Techniki Województwa Śląskiego

## Kultura

### Biblioteki
- Pedagogiczna Biblioteka Wojewódzka im. Józefa Lompy w Katowicach Filia w Pszczynie
- Miejsko-powiatowa biblioteka w Pszczynie

## Edukacja

### Szkoły

#### Szkoły podstawowe
- Szkoła Podstawowa nr 1 im. Książąt Pszczyńskich
- Niepubliczna Szkoła Podstawowa nr 1
- Szkoła Podstawowa nr 2 im. św. Jadwigi Śląskiej
- Szkoła Podstawowa nr 3 im. św. Jana Pawła II
- Szkoła Podstawowa nr 4 im. Józefa Pukowca
- Szkoła Podstawowa nr 6 z Oddziałami Integracyjnymi im. ks. Jana Twardowskiego
- Szkoła Podstawowa Nr 5
- Zespół Szkół Nr 3 Specjalnych im.Janusza Korczaka

#### Szkoły średnie
- I Liceum Ogólnokształcące im. Bolesława Chrobrego
- III Liceum Ogólnokształcące
- Powiatowy Zespół Szkół nr 1 im. Generała Józefa Bema
- Powiatowy Zespół Szkół nr 2 im. Karola Miarki

#### Szkoły wyższe
- Zamiejscowy Ośrodek Dydaktyczny Wydziału Inżynierii Środowiska i Energetyki Politechniki Krakowskiej im. Tadeusza Kościuszki przy Powiatowym Zespole Szkół Nr 2 im. Karola Miarki w Pszczynie
- Stowarzyszenie Pszczyński Uniwersytet Trzeciego Wieku w Pszczynie[99]

### Dawne szkoły

#### Szkoły elementarne
- Szkoła Parafialna – istniejąca do 1800 roku
- Powszechna Szkoła II na Strzelnicy – obecnie Szkoła Podstawowa nr 2
- Ewangelicka Szkoła Parafialna
- Wspólna Szkoła Ewangelicko-Żydowska
- Szkoła Żydowska
- Cheder
- Publiczna Ośmioklasowa Szkoła Powszechna Nr 1
- Publiczna Jednoklasowa Szkoła Ewangelicka Polska
- Szkoła Dokształcająca
- Publiczna Szkoła Powszechna dla Mniejszości Niemieckiej
- Prywatna Szkoła Powszechna z Niemieckim Językiem Nauczania
- Publiczne Gimnazjum Nr 1
- Publiczne Gimnazjum Nr 2
- Publiczne Gimnazjum Nr 3
- Publiczne Gimnazjum Nr 4
- Publiczne Gimnazjum Nr 7 Specjalne

## Sport i rekreacja

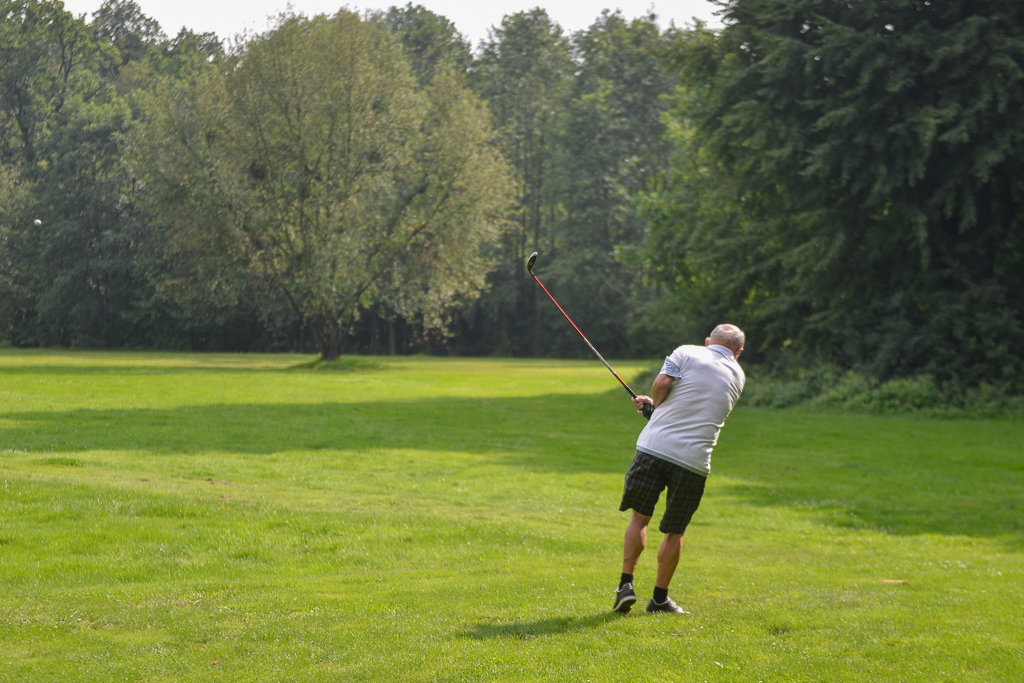
Pole golfowe w Pszczynie

Jedną z pierwszych organizacji sportowych w mieście było Towarzystwo Gimnastyczne „Sokół” w Pszczynie regionalne gniazdo Polskiego Towarzystwa Gimnastycznego „Sokół” utworzone w 1920 r. (lub 21 czerwca 1919 r.) z inicjatywy Alojzego Fizi.
- Mieszkańcy Pszczyny mają do dyspozycji dobre zaplecze sportowe i rekreacyjne. Jest tu niewielki stadion, hala sportowa, korty tenisowe oraz kryte pływalnie. Także prywatni inwestorzy dbają o możliwości uprawiania sportu – przy nowoczesnym hotelu Imperium wybudowano kryty basen oraz kryte korty tenisowe. Z kolei dzięki pasji Edwarda Pilcha powstało w Pszczynie pole golfowe – choć obecnie jest to pole z dziewięcioma dołkami, zajmuje 28 ha terenów zielonych, a właściciel chce je rozszerzyć do 35 ha i 18. dołków.
- 17 czerwca 2016 r. w budynku dawnego kina Wenus został utworzony escape room Cinema Escape, gdzie można aktywnie spędzić czas na grupowym rozwiązywaniu zagadek. Dawna sala kinowa co około 6 miesięcy zmienia swoje oblicze stając się przestrzenią gry inspirowaną znanymi produkcjami filmowymi i serialowymi.
- Aktywnemu wypoczynkowi i rekreacji sprzyjają także okolice miasta. Nad niedalekim Zbiornikiem Łąka jest kąpielisko miejskie oraz Centrum Windsurfingu w Porębie. Popularnym terenem spacerów i wycieczek rowerowych są rozległe Lasy Pszczyńskie.
- Imprezy i zawody sportowe organizuje Miejski Ośrodek Rekreacji i Sportu w Pszczynie: co roku w lipcu odbywa się Ogólnopolskie Kryterium Uliczne „Memoriał Kazimierza Gazdy” – wyścig kolarski poświęcony pamięci sławnego kolarza. W ramach obchodów Dni Pszczyny, w przedostatnią sobotę sierpnia, na rynku rozgrywany jest Turniej Koszykówki Ulicznej, który cieszy się dużym zainteresowaniem – bierze w nim udział nawet 250 zawodników. Pod koniec wakacji całe rodziny przyciąga Rowerowy Rajd Familijny po ziemi pszczyńskiej, impreza o charakterze nie tyle sportowym, ile turystyczno-krajoznawczym. Dwa razy w roku odbywa się Amatorski Puchar Śląska w Windsurfingu, bardzo już popularne na wodach Zbiornika Łąka.
- Najwyżej sklasyfikowanym klubem piłkarskim w Pszczynie, jest występująca od sezonu 2021/2022 w klasie okręgowej śląskiej V Iskra Pszczyna[102].
- Z miejscowości pochodzi kobiecy klub siatkarski PLKS Pszczyna.
- Od grudnia 2005 r., w okresie zimowym, działa na rynku „przenośne” lodowisko o wymiarach 20x40 m.
- W okresie letnim natomiast zbiornik Łąka jest areną regat żeglarskich
- Pod koniec czerwca na tym samym zbiorniku odbywają się regaty kajakowe dla młodzieży gimnazjalnej i licealnej
- 1 grudnia 2008 r. w Pszczynie otwarty został kompleks boisk „Orlik 2012”. Kompleks znajduje się obok hali Powiatowego Ośrodka Sportu i Rekreacji przy ul. Zamenhoffa.

### Park Pszczyński

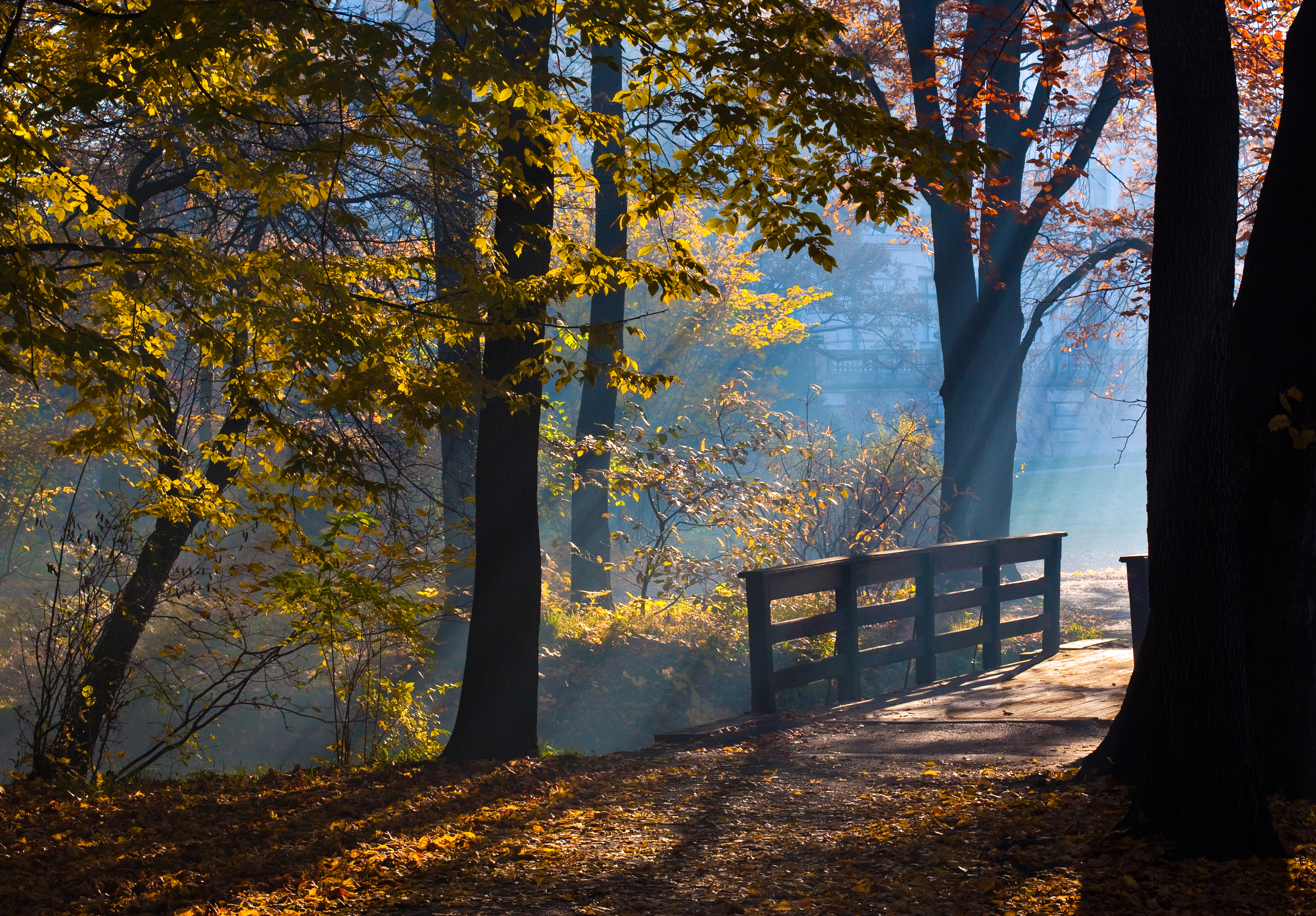
Park Zamkowy

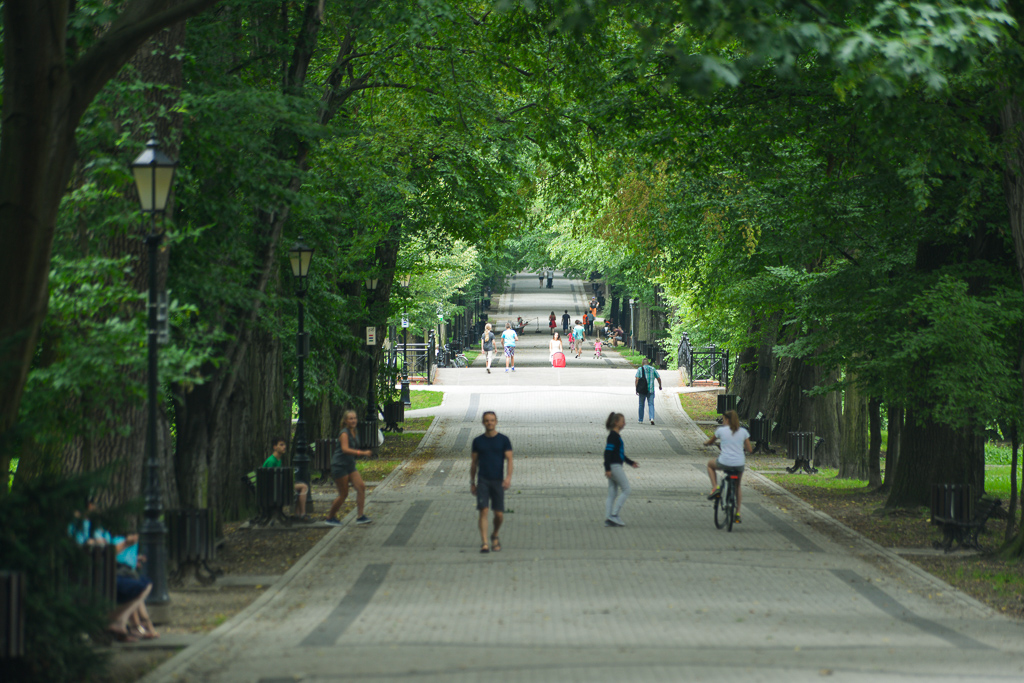
Główna aleja parku

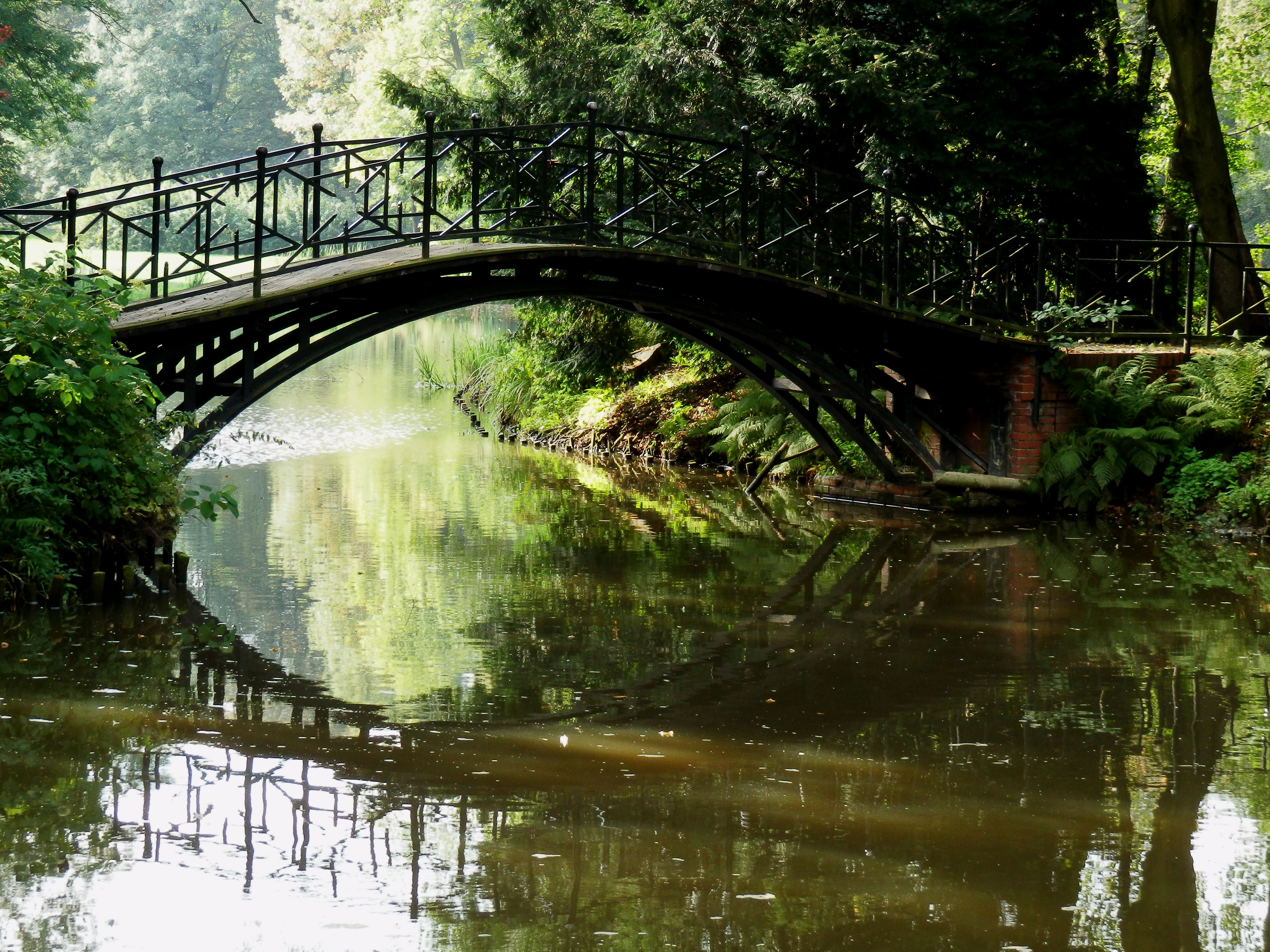
Jeden z łukowych mostów

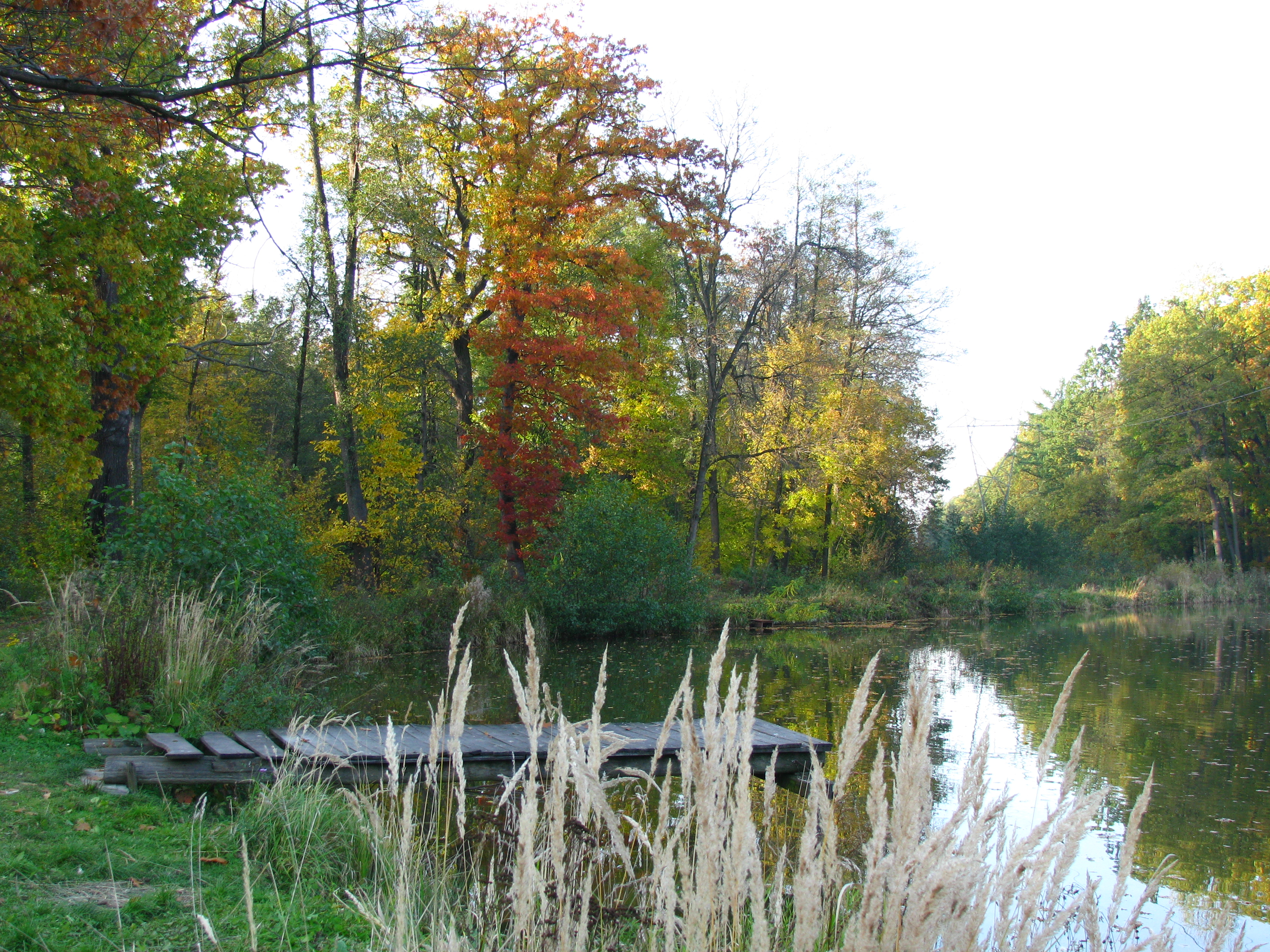
Park Zwierzyniec

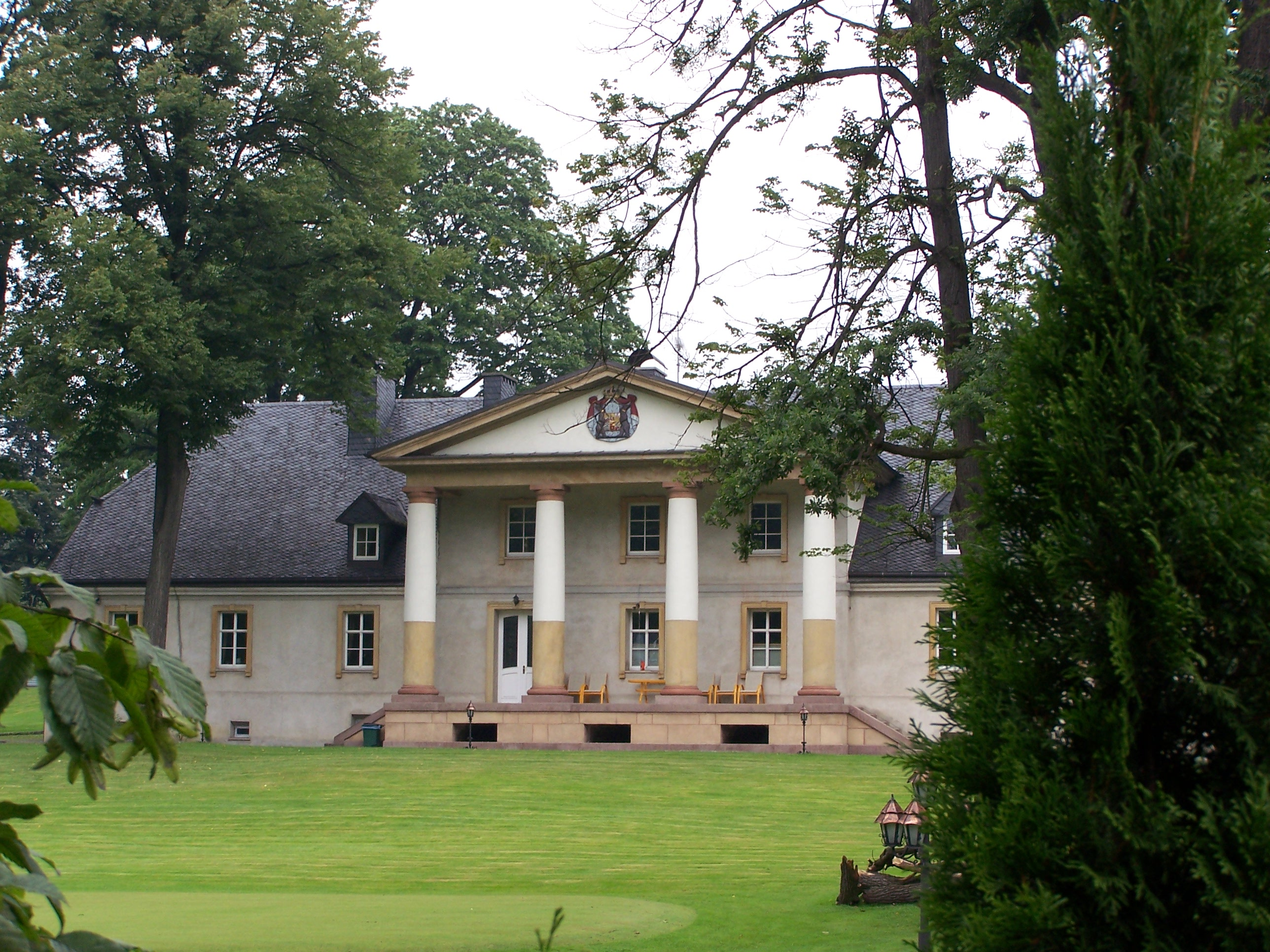
Dwór „Ludwikówka”

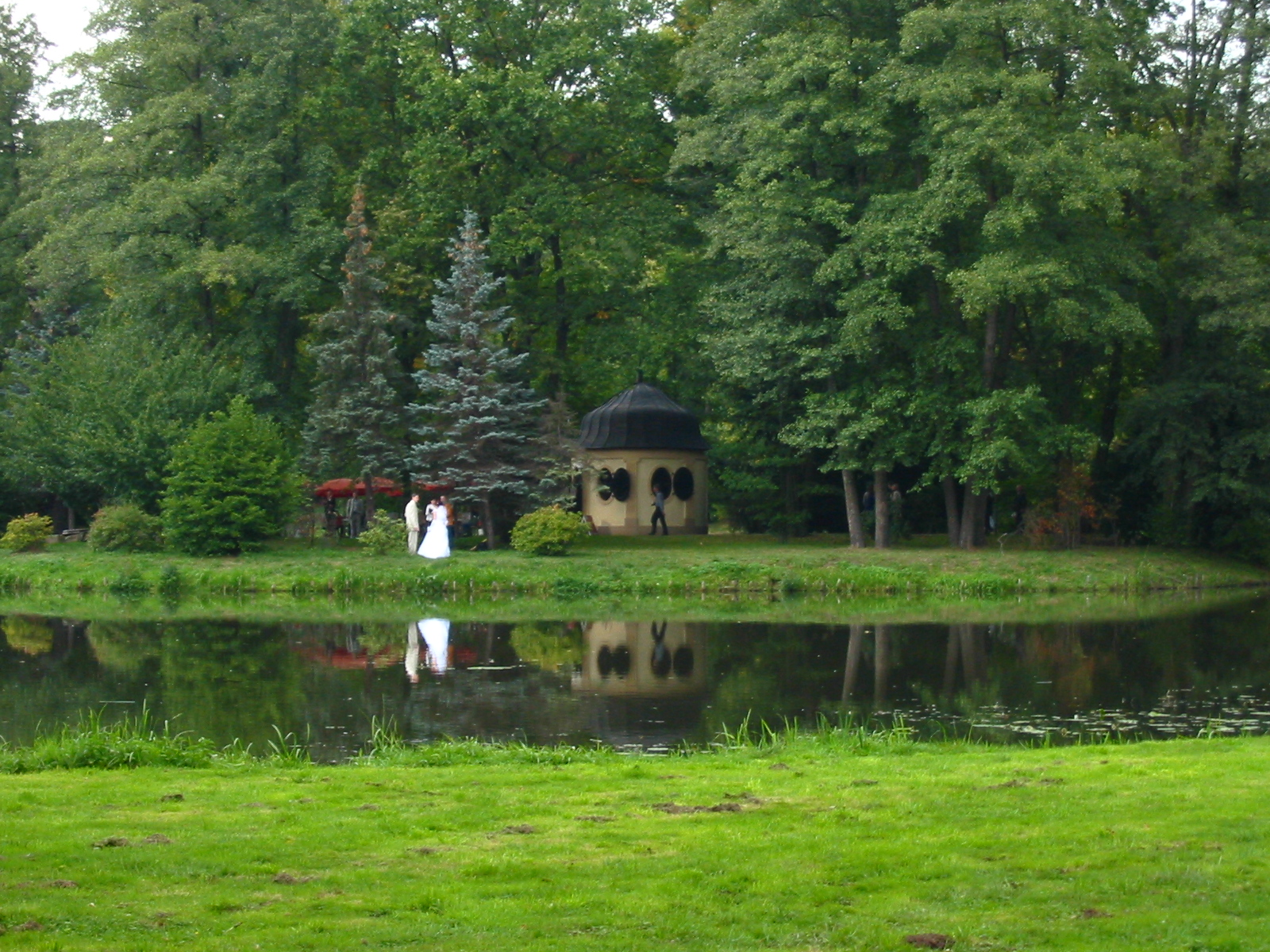
Pawilon herbaciany na wyspie

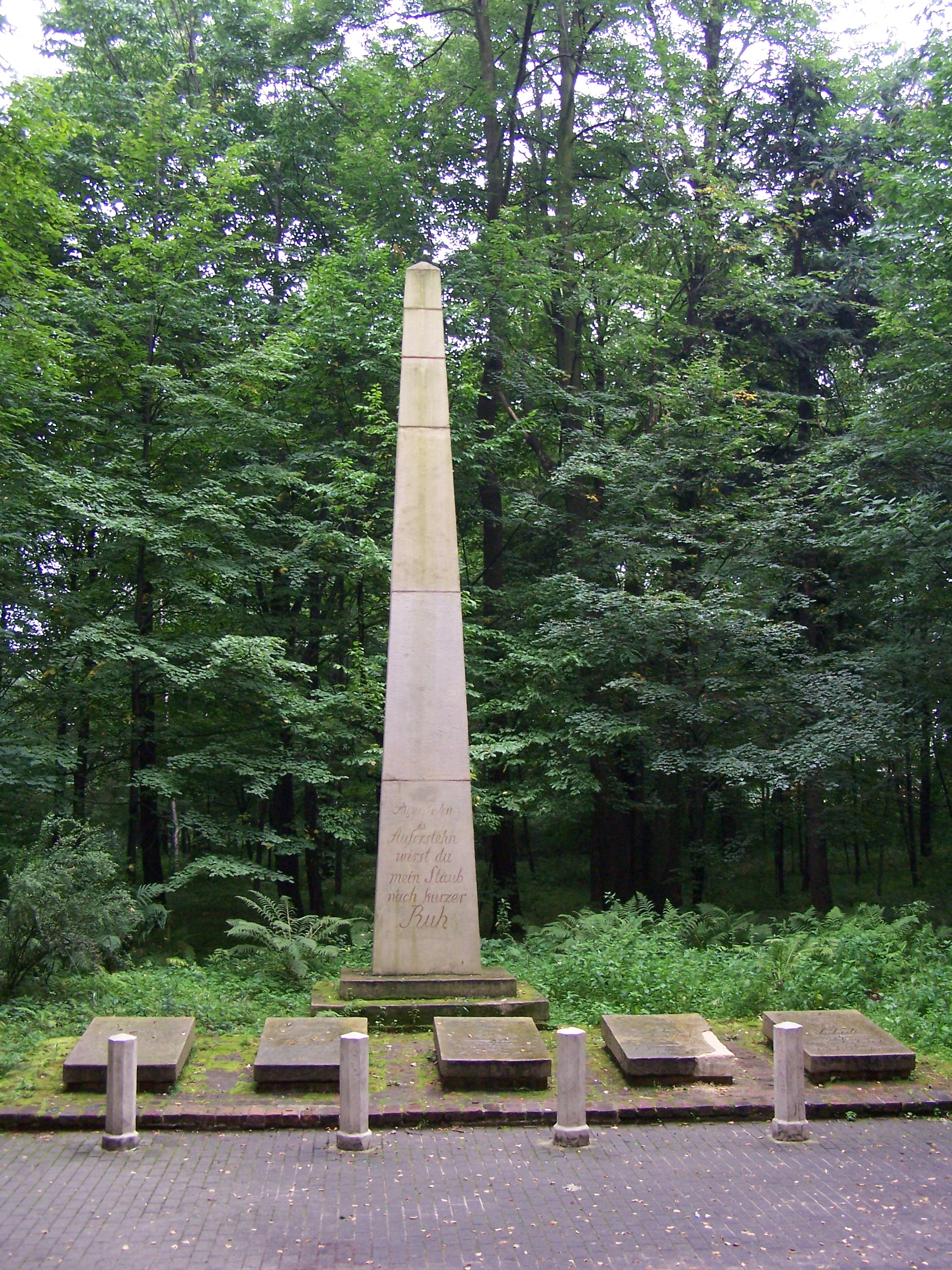
Nekropolia Anhaltów

Park Pszczyński jest jednym z najpiękniejszych parków na Górnym Śląsku.
Powierzchnia jego wynosi 156 ha. Park leży wzdłuż rzeki Pszczynki, która przepływa przez sztucznie utworzone stawy i kanały. W 2005 r. prowadzone są prace konserwacyjne przy obiektach wodnych.
Początki parku wiążą się z renesansową przebudową zamku w XVI w.
Wtedy w pobliżu zamku powstały ogrody warzywne, zaś w północno-zachodniej części parku zwierzyniec, w którym trzymano zwierzynę płową i ptactwo (m.in. modne wówczas pawie).
Ten późnorenesansowy park użytkowo-ozdobny został przekształcony i poszerzony w II połowie XVIII w., w czasie barokowej przebudowy rezydencji. Nowe tereny objęły obszar dawnych mokradeł po obydwu stronach rzeki Pszczynki. Nawiązywał on do wieloosiowych założeń francuskich, zapoczątkowanych przez André Le Nôtre'a, złożonych z różnorodnych elementów, tworzących jednak kompozycyjną całość podporządkowaną budowli rezydencyjnej.
W latach 1846–1850, kiedy z trzech stron dobudowano do pałacu tarasy, przeobrażeniom uległy również partie ogrodu najbliższe pałacowi.
Obecny kształt parku, czyli typ angielski, pochodzi z II połowy XIX w. Reprezentuje on spóźnioną formę ogrodu romantycznego. Likwidacji uległa wówczas główna aleja na osi, w miejscu której powstała rozległa polana sięgająca aż po meandry Pszczynki, której brzegi umocniono i obsadzono drzewami i krzewami. W tym czasie powstały elementy drobnej architektury (p. niżej). Dosadzono również wiele egzemplarzy egzotycznych gatunków drzew (m.in. platan klonolistny, tulipanowiec).
Park podzielony jest na trzy części:
- Park Zamkowy
  - jest integralną częścią parku z rezydencją książęcą, rozpościera się na obszarze 48 ha; jego główną oś kompozycyjną wyznaczają Zamek i dwór „Ludwikówka”, natomiast główną oś komunikacyjną parku stanowi aleja biegnąca od zamku do starego cmentarza św. Jadwigi
- Park Dworcowy
  - sięga od torów kolejowych i dworca po granicę z Parkiem Zamkowym (ul. Katowicka)
  - znajduje się w nim skansen „Zagroda Wsi Pszczyńskiej” i Skatepark (w miejscu dawnego amfiteatru)

- Park Zwierzyniec (Dzika Promenada)
  - założona na przełomie XVIII i XIX w. na miejscu osuszonego Parku Miejskiego.

W 2008 r. powstała tutaj Pokazowa Zagroda Żubrów w Pszczynie, w której na blisko 10 hektarach są obecne poza żubrami: muflony, jelenie, daniele i sarny.
W parku znajdują się wkomponowane elementy architektury:
- Pawilon herbaciany na wyspie (Herbaciarnia);
- Brama chińska;
- Mosty;
- Piwnica lodowa (Lodownia);
- Kapliczki;
- Mosty łukowe;
- Nekropolia Książąt Anhalt-Köthen-Pless z lat 1773 do 1841;
- Groby członków rodu książęcego Hochberg von Pless z 1936 i 1938 r.

Parkowe aleje prowadzą daleko poza miasto do:
pałacyku Bażantarnia, z XVIII wieku w Porębie,
- zameczku myśliwskiego w Promnicach (obecnie hotel „Noma Residence *****”).

## Wspólnoty wyznaniowe
Na terenie Pszczyny działalność religijną prowadzą następujące Kościoły i związki wyznaniowe:
- Kościół Adwentystów Dnia Siódmego w RP:

- zbór w Pszczynie

- Kościół Ewangelicko-Augsburski w RP:

- parafia w Pszczynie

- Kościół Ewangelicznych Chrześcijan w RP:

- zbór w Pszczynie

- Kościół greckokatolicki w Polsce:

- greckokatolicka placówka duszpasterska w Pszczynie

- Kościół rzymskokatolicki:

- parafia św. Jadwigi Śląskiej
- parafia św. Jana Pawła II
- parafia Miłosierdzia Bożego
- parafia Podwyższenia Krzyża Świętego i Matki Bożej Częstochowskiej
- parafia Wszystkich Świętych i Matki Boskiej Różańcowej

Powyższe parafie wchodzą w skład dekanatu Pszczyna, będącego częścią liczącej 1 386 000 katolików archidiecezji katowickiej.
- Świadkowie Jehowy:

- zbór Pszczyna (Sala Królestwa: Czechowice-Dziedzice)

## Cmentarze
- Cmentarz Wszystkich Świętych
- Cmentarz Ewangelicki
- Cmentarz Żołnierzy Wojska Polskiego
- Cmentarz Żołnierzy Armii Czerwonej
- Cmentarz Świętej Jadwigi Śląskiej
- Cmentarz Świętego Krzyża
- Cmentarz żydowski
- Cmentarz rodziny książęcej Anhalt-Köthen-Pless
- Groby Hochbergów von Pless

## Miasta partnerskie
- Bucza  Ukraina
- Wałbrzych  Polska – umowa podpisana 23 maja 2014
- Bergisch Gladbach  Niemcy – umowa podpisana 24 kwietnia 1993
- Klein Rönnau  Niemcy – umowa podpisana 24 października 1996
- Kaštela  Chorwacja – umowa podpisana 3 marca 1997
- Holešov  Czechy